# Congrès national africain
Pour les articles homonymes, voir ANC et Congrès (homonymie).
Le Congrès national africain (en anglais : African National Congress, abrégé en ANC) est un parti politique d’Afrique du Sud membre de l'Internationale socialiste. Fondé en 1912 à Bloemfontein, pour défendre les intérêts de la majorité noire contre la minorité blanche, il fut déclaré hors-la-loi par le Parti national pendant l’apartheid en 1960. Il est à nouveau légalisé le 2 février 1990 alors que l’apartheid est aboli en juin 1991. Il aura également été classé comme organisation terroriste par les États-Unis de 1986 à 2008,.
En 1994, les premières élections législatives multiraciales au suffrage universel sans restriction permettent à l'ANC de conquérir le pouvoir et à Nelson Mandela, président de l'ANC, d'être ensuite élu président de la république d'Afrique du Sud. Depuis lors, L'ANC domine la vie politique sud-africaine, remportant tous les scrutins nationaux et locaux.
Son président actuel est Cyril Ramaphosa et son quartier général est installé dans la Chief Albert Luthuli House, immeuble de vingt-deux étages situé au 54 Sauer Street à Johannesbourg. Jusqu'en 1997 l'ANC était installé à Shell House, située dans Plein Street.

## Organisation interne, idéologie et alliés

### Charte de l'ANC
Les statuts de l’ANC sont décrits dans le document présentant la Constitution de l’ANC, réactualisée tous les cinq ans à l'occasion du congrès du parti. Cette constitution fait notamment référence à la Charte de la liberté (Freedom Charter), texte fondateur de la lutte contre l’apartheid (1955).
La direction exécutive du Congrès national africain (ANC) se compose d'un président, d'un vice-président, d'un secrétaire général, d'un secrétaire général adjoint et d'un trésorier général. Il est assisté d'un Comité exécutif national (NEC) de quatre-vingts membres et qui est consulté pour les questions importantes. Au sein de ce NEC, un comité national de vingt-six membres est chargé de l'administration interne du parti, de ses départements fonctionnels et supervise le suivi des prises de décision. Un comité présidentiel, composé de sept membres nommés, constitue un conseil consultatif et d'assistance auprès du président du parti.
Au niveau opérationnel, le parti est organisé en neuf départements nationaux (information et recherche, personnel et développement, affaires étrangères, jeunesse, éducation politique, information et publicité, finances, affaires religieuses, femmes) et dispose de filiales dans chacune des neuf provinces.
L'ANC dispose de branches catégorielles affiliées comme la Ligue de jeunesse du Congrès national africain et la ligue de ses femmes (Women’s League) qui travaillent en coopération étroite avec les services correspondants au sein du parti.
Le calendrier de l'ANC se structure autour d'une conférence nationale annuelle rassemblant plus de 1 300 membres, chargée d'élire les membres du NEC et de désigner les délégués à l'assemblée nationale du parti qui se réunit tous les cinq ans.

### Idéologie de l'ANC
Lors de sa fondation, l'ANC se conçoit comme un mouvement assimilationniste africain, influencé par le christianisme et le parlementarisme britannique, dont l'objectif est de créer une nation détribalisée et des droits égaux au sein d'un régime démocratique et non-racial. À partir des années 1940, l'ANC évolue sous la pression de sa ligue de jeunesse vers un mouvement nationaliste africain de libération nationale (adhésion à l'africanisme).
En 1955, la Charte de la liberté à laquelle elle adhère entérine l'objectif de créer une Afrique du Sud unie et non-raciale. Lors de sa conférence nationale à Morogoro en Tanzanie en 1969, l'ANC renonce à son exclusivité africaniste et ouvre ses rangs à toutes les catégories raciales d'Afrique du Sud. En même temps, formalisant son alliance avec le Parti communiste sud-africain (SACP), le parti imprègne son idéologie nationaliste de nombreuses références au marxisme (matérialisme historique et lutte des classes comme grille de lecture de la société et de l’histoire sud-africaine). Dorénavant, la première étape du combat de l'alliance ANC/SACP sera de lutter contre l’apartheid pour aboutir à une société non-raciale et démocratique (objectif principal de l’ANC). Puis dans la nouvelle société mise en place, une seconde étape consistera à libérer les dynamiques de classe afin d'établir un régime socialiste et la dictature du prolétariat (objectif du SACP). C'est la théorie de la « Révolution en deux étapes ».
Membre de l'Internationale socialiste, le programme de l'ANC, qui était ainsi devenue fortement teinté d'étatisme et de dirigisme économique, évolue à partir des années 1990 vers la social-démocratie et l'acceptation du libéralisme économique. Sous les mandats de Nelson Mandela et de Thabo Mbeki, l'ANC se positionne au centre-gauche de l’échiquier politique sud-africain, en menant notamment des privatisations et des politiques de réduction des déficits budgétaires.
Avec Jacob Zuma, l'ANC entame en 2008 un « coup de barre à gauche » sous l'impulsion de ses alliés du Congrès des syndicats sud-africains (COSATU), du Parti communiste sud-africain (SACP) et de la ligue de jeunesse de l'ANC. Le parti s'engage à accélérer la réforme agraire et le processus de redistribution de terres appartenant aux fermiers blancs (1 % des terres arables ayant été redistribués entre 1994 et 2008) ainsi qu'à augmenter la redistributivité du système économique et fiscal en développant le Black Economic Empowerment.

### Alliances et scissions
Si l'ANC représente historiquement et principalement les intérêts de la population noire, majoritaire en Afrique du Sud, le parti s'est ouvert aux autres catégories de population en 1969. Durant les années 1970, des Blancs, des Métis et des Asiatiques (en) ont ainsi rejoint directement l'ANC sans passer par une organisation sœur (SACP, congrès indien). Le parti compte ses premiers députés à partir de 1992 après que cinq membres du Parlement aient fait défection de leurs formations respectives pour rejoindre l'ANC.
Depuis mai 1994, l'ANC est le parti majoritaire au Parlement. Il est engagé dans une alliance tripartite avec le Parti communiste sud-africain (SACP) et le COSATU. Dans le cadre de cette alliance, le SACP ne présente pas de candidats spécifiques lors des élections générales hors le cas de candidats bénéficiant de la double appartenance ANC/SACP. Grâce à cette double appartenance, les membres du parti communiste votent lors des congrès de l'ANC comme les membres ordinaires et sont en outre représentés par un contingent spécifiques de délégués réservés au Parti communiste (limité à un peu plus de 1 % des droits de vote). Les membres de la ligue de jeunes, de la ligue des femmes et du COSATU sont également représentés au sein de l'ANC selon le même mécanisme.
En 2001, l'ANC s'est allié au Nouveau Parti national (NNP), l'ancien parti blanc au pouvoir à fort électorat coloured, ce qui lui a permis alors de prendre le contrôle de la province du Cap-Occidental. En 2005, le groupusculaire NNP s'est dissous, tandis que ses principaux dirigeants ralliaient l'ANC.
En 2008, l'ANC a connu une scission interne. Une faction libérale, proche de l'ancien président Thabo Mbeki, a créé le Congrès du peuple. Une autre scission est intervenue en 2013 quand des membres radicaux de l'ANC et des anciens membres de la ligue de jeunesse se sont regroupés pour former les Economic Freedom Fighters. Il fut suivi le 20 décembre 2013 par l'Union nationale des métallurgistes d'Afrique du Sud (NUMSA), le plus grand syndicat du pays avec 338 000 membres, qui refusa d'apporter son soutien à l'alliance tripartite et à l'ANC pour les élections générales sud-africaines de 2014. En novembre 2014, le schisme est entériné avec l'exclusion du NUMSA de la COSATU.

## Historique

### Fondation

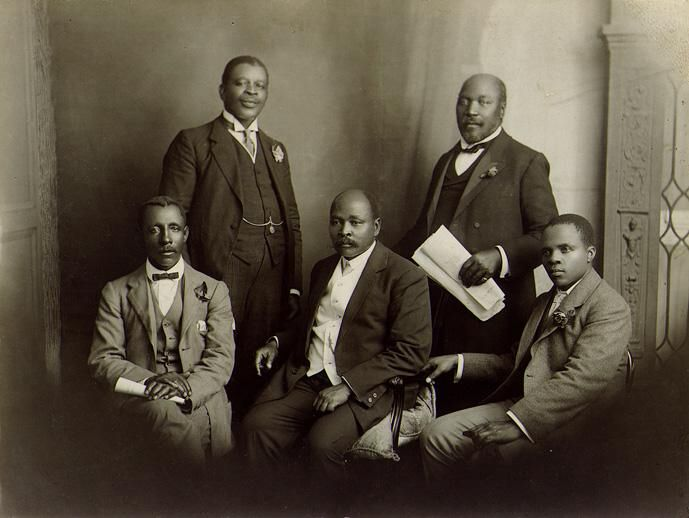
La délégation du South African Native National Congress en Angleterre, juin 1914. De gauche à droite : Thomas Mapikela, révérend Walter Rubusana, révérend John Dube,, Solomon Plaatje.

En 1911, l'Afrique du Sud compte 4 millions de Noirs, 1,3 million de Blancs, 525 000 Métis et 150 000 Indiens. Le pays s'est constitué le 31 mai 1910 à partir d'anciennes républiques boers annexées et de colonies britanniques sous le nom d'Union d'Afrique du Sud constituant un dominion du Royaume-Uni (South Africa Act). La vie politique de l'Union sud-africaine est dans un premier temps dominée par les conflits politiques entre Afrikaners et Blancs anglophones avant de l'être entre la minorité blanche et les hommes de couleur (Noirs, Métis, Indiens). Les problèmes économiques et sociaux auxquels le nouveau dominion doit faire face en 1910 sont multiples et complexes. L'organisation industrielle, la prolétarisation d'une partie des Afrikaners et le surpeuplement des terres africaines constituent les dossiers vitaux du premier gouvernement sud-africain dirigé par le général boer Louis Botha.

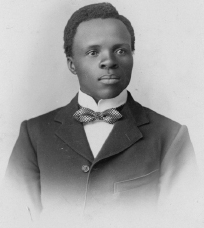
Sol Plaatje, le premier secrétaire général du SANNC (le futur Congrès national africain), auteur de Mhudi, An Epic of South African Native Life a Hundred Years Ago, première œuvre écrite en anglais par un Noir en Afrique du Sud (1919) bien que publié en 1930 après An African Tragedy (1925) de l'écrivain zoulou.

La politique raciale et indigène du premier gouvernement de l'Union s'inscrit dans la continuité des lois coloniales britanniques appliquées en fonction du code de couleur, le Colour bar, qui réglemente les relations interraciales. Ces lois avaient déjà provoqué la création de mouvements d'oppositions dans les communautés de couleur. En 1902, Abdullah Abdurahman (en), un Métis du Cap avait fondé une organisation coloured pour défendre les gens de couleur instruits. Au Natal et au Transvaal, en 1906, Mohandas Karamchand Gandhi avait mené les Indiens dans une campagne de résistance passive contre les lois sur les laissez-passer. En 1908-1909, plusieurs rassemblements de Métis, Noirs et Indiens avaient eu lieu pour protester contre le projet de South Africa Act créant un État d'Afrique du Sud basé sur l'inégalité entre les Blancs et les autres groupes de population mais aussi entre Noirs, Indiens et Métis. Ces rassemblements avaient culminé lors de la convention native sud-africaine (South African Native Convention) en mars 1909 appelant à une constitution octroyant des droits égaux pour les Noirs, les Métis et le Indiens.
En 1911, pour assurer du travail au nombre croissant de chômeurs blancs, le gouvernement de Louis Botha fait voter des lois spécifiant que certains emplois du secteur minier sont réservés aux seuls Blancs. C'est pour protester contre un projet de loi foncière sur les terres autochtones et demander l'égalité de traitement devant la loi qu'est fondé le Congrès national indigène sud-africain (SANNC) le 8 janvier 1912 à Bloemfontein afin d'organiser et unifier les différents peuples africains de l'Union pour défendre leurs droits au sein d'un pays dominé par les Blancs (afrikaners ou d'origine britannique).
Les fondateurs du SANNC représentent alors l'intelligentsia noire d'Afrique du Sud qui porte le révérend John Dube à la tête de l'organisation. Celui-ci est un instituteur qui a étudié aux États-Unis et qui est très influencé par Booker T. Washington. Organisé sous la forme d'un parti politique britannique avec son cabinet fantôme, le SANNC recrute surtout des intellectuels, plus particulièrement des éducateurs, des enseignants, des juristes, des avocats et des journalistes tels Sol Plaatje nommé secrétaire général, Pixley Ka Isaka Seme, un avocat diplômé de l'université Columbia et de l'université d'Oxford nommé trésorier général ou encore Alfred Mangena, le premier procureur noir du pays. Le mouvement adopte immédiatement le chant Nkosi Sikelel' iAfrika (« Dieu bénisse l'Afrique ») comme hymne pour l'ouverture et la fermeture de ses congrès.
Le SANNC est alors la première organisation à représenter au niveau national les Noirs en prenant le relais des divers groupes et mouvements ethniques ou régionaux qui s'étaient multipliés durant le quart de siècle écoulé. Lors de son congrès fondateur, le SANNC se montre très modéré. Ses fondateurs estiment que la colonisation britannique leur a apporté des avantages considérables que ce soit à leurs yeux le christianisme, l'éducation et la primauté du droit. Ils estiment néanmoins que leurs propres carrières professionnelles comme enseignants, avocats et traducteurs judiciaires ont été entravées par la discrimination raciale appliquée de manière endémique dans le Sud africain. S'ils n'ont pas appelé à la fin de la domination britannique, ils militent pour le respect de l'égalité de tous devant la loi, sans distinction de couleur mais aussi le respect des autorités traditionnelles des différentes sociétés africaines. Ils ont ainsi fait membres de droit du SANNC les titulaires des diverses fonctions tribales reconnues (chefs et rois). Le SANNC met tous ses espoirs dans le dialogue avec la métropole britannique pour faire valoir ses droits.
En 1913, la loi sur la propriété foncière indigène est adoptée. Elle vient limiter à 7,8 % du territoire les régions où les Bantous peuvent acquérir des terres. L'application de cette loi prive bon nombre de paysans de l'exploitation de leurs terres situées en zone déclarée blanche même si elle est d'abord inappliquée[?] avec la même rigueur sur l'ensemble du territoire sud-africain. Pour protester contre cette loi, des représentants du SANNC se rendent en 1914 au Royaume-Uni mais sont éconduits par le secrétaire colonial.

### Du SANNC à l'ANC: Un parti intellectuel à l'audience confidentielle

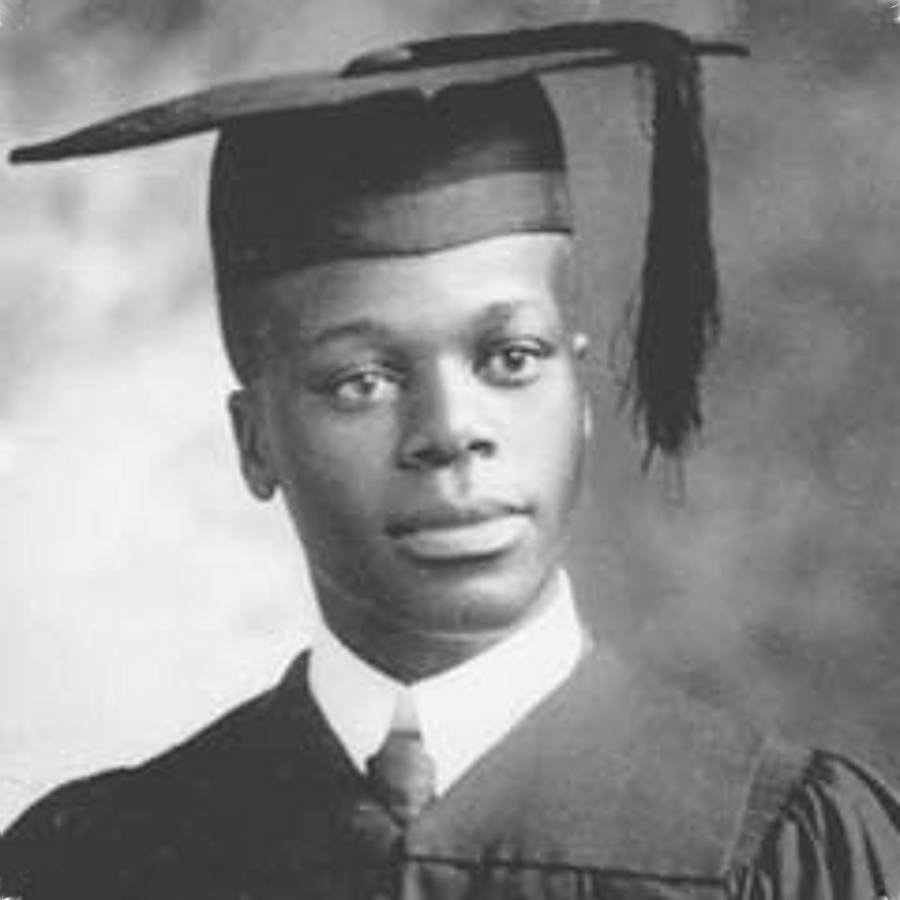
Pixley Ka Isaka Seme, trésorier général du SANNC lors de sa fondation en 1912 et président du parti de 1930 à 1937.

Au fil des décennies, le récent essor de la paysannerie noire indépendante est progressivement annulé tandis que les conditions d'existence des paysans noirs se dégradent, obligeant nombre d'entre eux à louer leurs forces de travail aux fermiers blancs ou à aller dans les villes, contribuant ainsi à fabriquer un prolétariat non seulement rural mais aussi urbain.
La Première Guerre mondiale a stimulé l'économie nationale. Les Noirs, dont les élites ont soutenu l'effort de guerre, avaient espéré une amélioration de leurs conditions de vie et la reconnaissance de leurs droits politiques mais ne reçoivent rien sinon au quotidien un renforcement de la ségrégation.
Après cinq années de débat, la Charte du SANNC est adoptée en 1919, centrée autour de cinq grands objectifs :
- la promotion du dialogue entre les populations noires d'Afrique du Sud et le gouvernement ;
- le maintien d'un débat entre le gouvernement et la communauté noire ;
- la promotion de l'élévation sociale, éducative et politique des Noirs ;
- la promotion de l'entente entre les autorités tribales, la loyauté à la couronne britannique et à toutes les autorités légitimes et la promotion des échanges entre les Blancs et les Noirs ;
- le soutien aux justes griefs des populations noires[18].

Une délégation est envoyée à Londres et à la conférence de Versailles. Elle est reçue avec bienveillance par le Premier ministre David Lloyd George mais il leur est répondu que leurs problèmes ne peuvent être résolus qu'en Afrique du Sud dans le dialogue avec le gouvernement sud-africain.
Les méthodes de protestation ou de revendication sont alors résolument pacifiques mais à partir de 1921, l'émergence d'un Parti communiste sud-africain prônant le renversement du gouvernement et du capitalisme par la violence fait éclore au sein du SANNC un débat sur la pertinence des moyens utilisés.
Durant les années 1920, le SANNC est un parti encore largement intellectuel représentant la bourgeoisie de couleur. L'Industrial and Commercial Workers' Union (en) (ICU) est alors le grand mouvement de masse des populations noires et métis. Créé en 1919 par Clements Kadalie, c'est à l'origine le syndicat des dockers de couleur du Cap qui a gagné en notoriété et soutien tant dans les zones rurales que dans les villes pour protester contre les politiques sociales menées tant par Jan Smuts que par son successeur James B. Hertzog. L'ICU est dirigé par des hommes proches des églises africaines indépendantes qui sont influencés par le mouvement de Marcus Garvey et trouvent l'ANC (le nouveau nom du SANNC depuis 1923) trop modéré. Ce dernier est d'ailleurs tiraillé par des discordes internes, notamment au Natal où les conservateurs du Congrès des indigènes du Natal, derrière John Dube, s'opposent aux progressistes de Josiah Gumede. Celui-ci s'impose finalement, devient le chef de l'ANC pour la province du Natal et en 1924, se rapproche du Parti communiste sud-africain après l'expulsion de ces derniers de l'ICU.
En 1927, Gumede se rend en Belgique pour assister à la première conférence internationale de la ligue contre l'impérialisme et l'oppression coloniale puis visite l'Union soviétique (URSS). À son retour, il fait l'éloge de l'URSS, notamment comme étant un pays où le racisme était inconnu. Reniant ses précédentes déclarations hostiles au bolchevisme, il déclare que les communistes blancs d'Afrique du Sud sont les seuls à pleinement appuyer le combat des Noirs pour l'égalité des droits. La direction de l'ANC et la Convention des chefs bantous, tenue sous les auspices de l'ANC en avril 1927, reçoivent ces prises de position pro-communiste sans enthousiasme. Gumede réussit cependant à faire retirer une motion qui condamnait tout lien entre le Parti communiste et l'ANC. Malgré les critiques sur sa rhétorique et ses prises de positions estimées trop radicales, Gumede est élu président de l'ANC pour un mandat de 3 ans, lors du congrès annuel de l'ANC en juillet 1927, succédant à Z. R. Mahabane.
En 1928, l'ICU est à son apogée revendiquant entre 150 000 et 200 000 militants issus des communautés noires, 15 000 coloureds et même 250 Blancs. En comparaison, l'ANC est inexistante. Pourtant, en quelques mois, l'ICU s'effondre, implosant en raison de ses divers courants internes contradictoires, de l'incapacité de ses dirigeants à s'organiser efficacement face à l'intransigeance du gouvernement Hertzog.
En 1929, Gumede est élu successivement président de la branche sud-africaine de la ligue contre l'impérialisme puis président de la ligue des droits des Africains, d'obédience communiste. Le mandat de Gumede et ses prises de positions provoquent de profondes dissensions au sein de l'ANC alors que l'état de ses finances se dégrade. L'antipathie de nombreux membres influents du parti envers la rhétorique communiste de Gumede s'accroit d'année en année d'autant plus que Gumede néglige les fonctions administratives qui lui échoient. Il tente de reprendre la main sur le journal du parti, Abantu Batho, dont l'audience décroit mais sans résultat. Les dissensions atteignent leur paroxysme quand la faction anti-communiste du Comité exécutif national de l'ANC décide de démissionner en bloc, provoquant la chute de Gumede obligé de laisser ses fonctions à Thomas Mapikela. Lors de la conférence annuelle de l'ANC en avril 1930, Gumede tente de se faire réélire président mais est battu par Pixley Ka Isaka Seme, marquant l'échec de la tentative de radicalisation du mouvement par ses éléments les plus durs. La ligne pacifique de l'ANC est réaffirmée et le parti se concentre plutôt sur son organisation interne qu'à s'opposer activement à la politique menée par le gouvernement de l'afrikaner James B. Hertzog. Sous le mandat de Seme, ses tentatives pour assurer l'autonomie économique de l'ANC se révèlent infructueuses tout comme sa tentative de réforme de la chambre des chefs de l'ANC (organe législatif créé en 1912 puis supprimé par Gumede). En 1932, ses adversaires le critique pour son inertie et son style autocratique. Le parti ne compte plus que quelques milliers d'adhérents. En décembre 1935, Seme participe à la convention panafricaine, rassemblant plusieurs mouvements politiques bantous, qui tente de présenter un front commun à la politique du Parti uni et au gouvernement Hertzog sans toutefois recourir aux anciennes méthodes plus musclées de l'ICU. Bien au contraire, les dirigeants de la convention panafricaine proclament leur loyauté au Royaume-Uni et à l'Afrique du Sud et en appellent au Parlement du Royaume-Uni pour intervenir dans les affaires intérieures sud-africaines et améliorer le sort des communautés de couleurs.
En 1937, Seme laisse la présidence de l'ANC au révérend R. Mahabane. À peu près au même moment, le journal Abantu Batho, lancé et financé par l'ANC, est contraint faute d'audience à la fermeture.
Durant la Seconde Guerre mondiale, l'ANC, qui peine depuis sa fondation à s'imposer dans la société civile noire sud-africaine, entreprend de se reconstruire sous la direction d'Alfred Xuma. Son but est de transformer l'organisation intellectuelle qu'est l'ANC en un véritable parti de masse. En 1943, Xuma fait adopter une nouvelle charte constitutionnelle qui élimine de l'organigramme la chambre des chefs tribaux et ouvre l'adhésion à l'ANC aux femmes (création de l'ANC Women’s League). Au niveau idéologique, l'ANC évolue sous l’influence des nationalismes anticolonialistes qui émergent dans le monde et des engagements pris par les Alliés envers les peuples colonisés dans la Charte de l'Atlantique. En vertu de celle-ci, l’ANC réclame la rédaction d'un Bill of Rights (« Déclaration de droits ») en Afrique du Sud qui garantirait désormais des droits politiques, économiques et sociaux égaux pour l’intégralité de la population du pays. Elle exige également des réformes économiques et sociales.

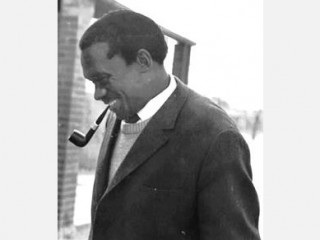
Anton Lembede.

En 1944, Xuma facilite, au sein du monde étudiant, principalement à l'université de Fort Hare, la création d'une ligue des jeunes de l'ANC par Anton Lembede, Nelson Mandela, Walter Sisulu et Oliver Tambo. L'objet de cette ligue est renouveler les idées et les cadres d'un parti vieillissant. Cette ligue de jeunesse se révèle vite plus radicale que son aînée dans son mode d'expression, partisan de manifestations de masse pour faire aboutir les revendications d'égalités raciale et politique de la majorité noire. Elle conteste notamment le bilan de ses aînés, plaide pour une émancipation morale vis-à-vis du paternalisme blanc et pour l'affirmation d'un nationalisme sud-africain noir, débarrassé de ses oripeaux ethniques. La ligue rompt alors avec la philosophie idéologique de l'ANC qui entendait construire une nation africaine sans pour autant contester la domination blanche mais en étendant progressivement la participation des populations noires à la gouvernance du pays. Pour la ligue de jeunesse, c'est une lutte pour le pouvoir. Elle argumente en termes de libération nationale et d’auto-détermination. Ainsi le premier président de la ligue, Anton Lembede, proclame-t-il que l'Afrique du Sud est « le pays de l'homme noir », dans lequel les préoccupations des noirs doivent avoir préséance. De même, la ligue refuse les alliances avec les autres groupes politiques et raciaux car pour elle, c'est par elle-même que la population noire doit s'émanciper. Même si Lembede considère que la société africaine est par essence socialiste, il est très hostile au Parti communiste qu'il accuse de vouloir dévier l'ANC de son objectif nationaliste au profit d'une idéologie étrangère,. Toutefois, la ligue de jeunesse rejoint l'ANC en reconnaissant le caractère permanent de la présence des Blancs et des autres groupes raciaux sur le territoire sud-africain et n'exige pas leur départ. Si les discours et les stratégies diffèrent entre l'ANC et la ligue, l'objectif est le même à savoir, entre autres revendications sociales, la mise en place d’une démocratie non-raciale et l'établissement du suffrage universel en Afrique du Sud.
Le rebondissement des problèmes raciaux intervient au sortir de la Seconde Guerre mondiale, époque où la totalité de la population urbaine noire dépasse pour la première fois celle de la population urbaine blanche pour atteindre 1,5 million de personnes. Malgré l’opposition de sa ligue de jeunesse, les relations de l'ANC avec le Parti communiste et les organisations indiennes s'intensifient (conférences, manifestations). En 1947, après la mort de Lembede, les dirigeants de la ligue de jeunesse décident de reprendre en main l'ANC alors que Xuma formalise une alliance avec le Congrès indien du Natal et le Congrès indien du Transvaal du docteur Yusuf Dadoo, afin de présenter un front uni, dépassant les clivages raciaux, face à la classe politique blanche.
À la suite de la victoire du Parti national de Daniel François Malan aux élections générales sud-africaines de 1948, le nouveau gouvernement exclusivement afrikaner met en place son programme politique fondé sur l'apartheid. L'année suivante, James Moroka, le candidat de la ligue de jeunesse, l'emporte contre Xuma et devient le nouveau chef de l'ANC. Plusieurs membres de la ligue, parmi lesquels Walter Sisulu, entrent alors à la direction exécutive de l’ANC où ils occupent des fonctions stratégiques. Un nouveau programme adopté reprenant l'essentiel des idées et des stratégies de la ligue de jeunesse axé autour d'une rhétorique nationaliste et d'un changement radical des méthodes et de modes de mobilisation (grèves, manifestations, boycotts).

### Lutte contre l’apartheid (1948-1991)

#### Ère des manifestations et des boycotts

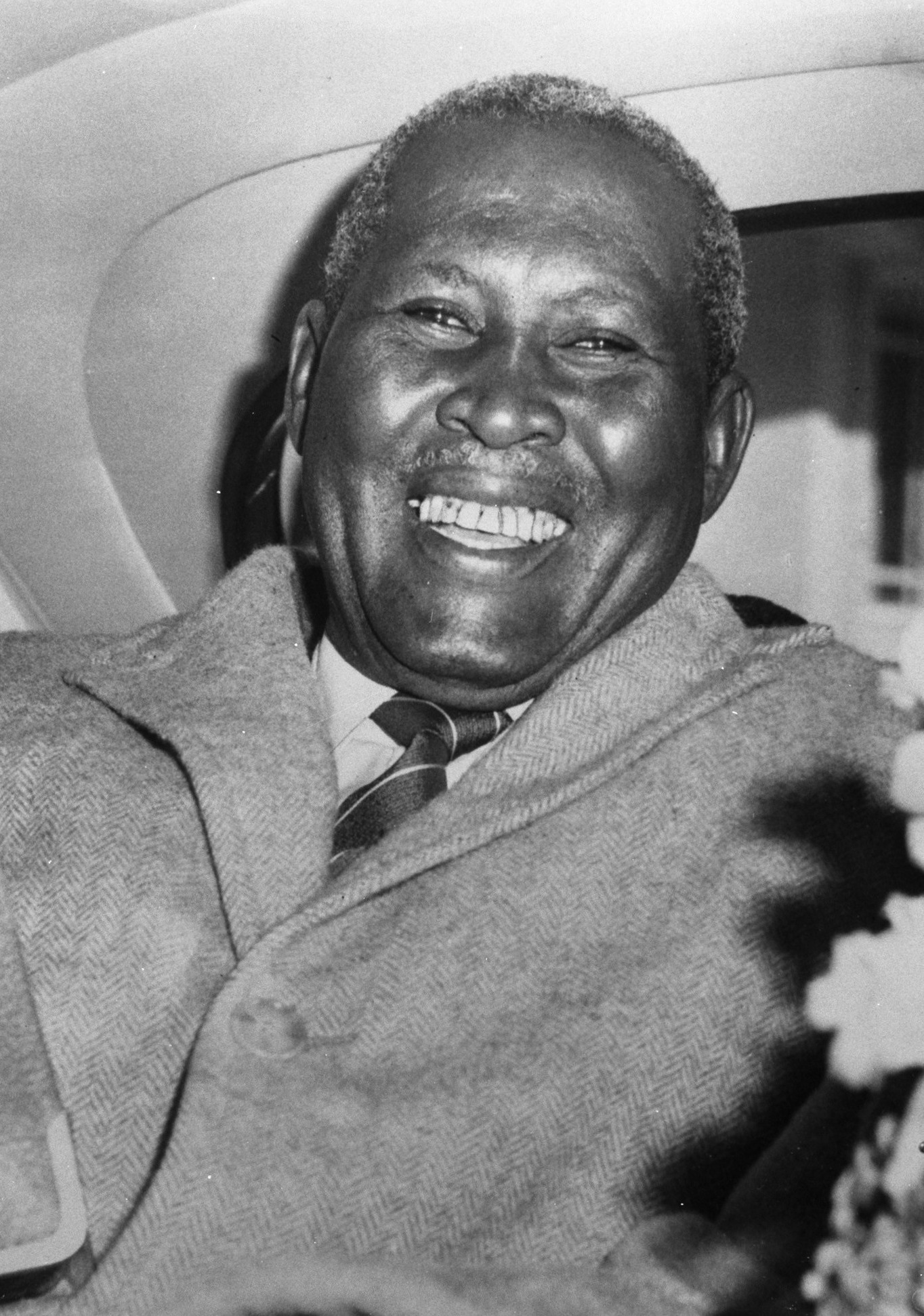
Albert Lutuli, chef de l'ANC et prix Nobel de la paix de l'année 1960.

Alors que se met en place l’apartheid, les dirigeants de la ligue de jeunesse de l'ANC, Peter Mda, Jordan Ngubane, Nelson Mandela, Oliver Tambo et Walter Sisulu, appellent l'organisation à mener des grèves, à recourir aux boycotts et à soutenir diverses formes de désobéissance civile pour rendre inapplicable le système. La nouvelle direction de l'ANC organise ses premières journées de désobéissance civile contre les lois d’apartheid, le 1er mai et le 26 juin 1950. Pour réussir la mobilisation, l'ANC collabore avec d'autres organisations anti-apartheid indiennes ou métis et avec le Parti communiste (qui est interdit la même année), démontrant au passage le pragmatisme des fondateurs de la ligue de jeunesse, et leur passage de l'africanisme au non-racialisme.
De 1951 à 1956, le gouvernement Malan puis celui de Johannes Strijdom mènent une véritable bataille constitutionnelle pour radier les coloureds des listes électorales communes et instituer des collèges électoraux séparés. Politiquement, la mesure permet de priver le Parti uni et le Parti travailliste de voix déterminantes dans plus de la moitié des 55 circonscriptions de la province du Cap. Ce projet de loi est particulièrement attaqué par l'opposition parlementaire tandis qu'au sein de la communauté blanche se forment des mouvements de soutien aux métis (Torch commando, Black Sash) qui ne parviennent pas à s'imposer ni à chercher à s'allier avec l'ANC et avec les mouvements noirs. À l'extérieur du parlement, l'ANC poursuit ses appels à la désobéissance civile en organisant avec le congrès indien sud-africain une grande campagne de défiance. Marquée par des boycotts du système de laissez-passer, des manifestations, des actes de désobéissance civile et des séances de prières publiques, la campagne de défiance annoncée le 6 avril 1952, date du trois centième anniversaire de la fondation du Cap et de la première installation de Blancs en Afrique du Sud culmine durant les mois d'été et de l'automne 1952. Sur un nombre total d'environ dix mille manifestants, huit mille cinq cents sont arrêtés, dont James Moroka, Nelson Mandela et Walter Sisulu. Le gouvernement Malan modifie alors la loi sur la sécurité publique (Public Safety Act (en) de 1953) pour autoriser le pouvoir à suspendre les libertés individuelles, à proclamer l'état d'urgence et à gouverner par décrets.
La campagne de résistance passive de l'ANC prend fin en avril 1953. Son option non-raciale lui a permis de s'ouvrir aux Indiens et aux communistes blancs et de faire passer le nombre de ses adhérents de moins de 7 000 au début de 1952 à plus de 100 000 à la fin de l'année. L'ANC s'est transformé en un parti de masse. Les Métis restent cependant plus circonspects. Quand James Moroka tente de plaider la conciliation avec le gouvernement, il est renversé par la ligue des jeunes du parti qui impose alors Albert Lutuli à la tête du parti.
De 1952 à 1959, dans les townships, des « africanistes », troublent les activités de l'ANC en demandant une action plus drastique contre la politique du gouvernement. De son côté, dans une tentative d'apparaître plus rassembleur que les africanistes et de présenter un front uni face à l’apartheid, l'ANC fonde l'Alliance du Congrès, avec des partis coloureds (South African Coloured People’s Organization) et indiens (South African Indian Congress) mais aussi avec des communistes blancs réunis depuis 1953 dans le congrès des Démocrates. Liée à l'ANC, la Fédération des femmes sud-africaines (Federation of South African Women, FSAW) joue également un rôle important dans la protestation contre l’apartheid (coordination des campagnes contre les laissez-passer, pétition). Organisée sur une base inter-raciale, elle comprend des syndicalistes, des enseignants et des infirmières.
En juin 1955, 3 000 délégués de l'alliance du Congrès (ANC, Congrès indien, Congrès des Démocrates, FSAW) et de divers groupes anti-apartheid se réunissent à Kliptown, un township de Johannesbourg, dans un congrès du peuple. Ces délégués adoptent la Charte de la liberté (Freedom Charter), énonçant les bases fondamentales des revendications des gens de couleur, appelant à l'égalité des droits quelle que soit la race. Un million de personnes signent le texte. À la suite de l’adoption de la charte, les partis de l'alliance du Congrès et le South African Congress of Trade Unions (en) (SACTU) constituent un comité consultatif national multi-racial pour coordonner leurs actions.

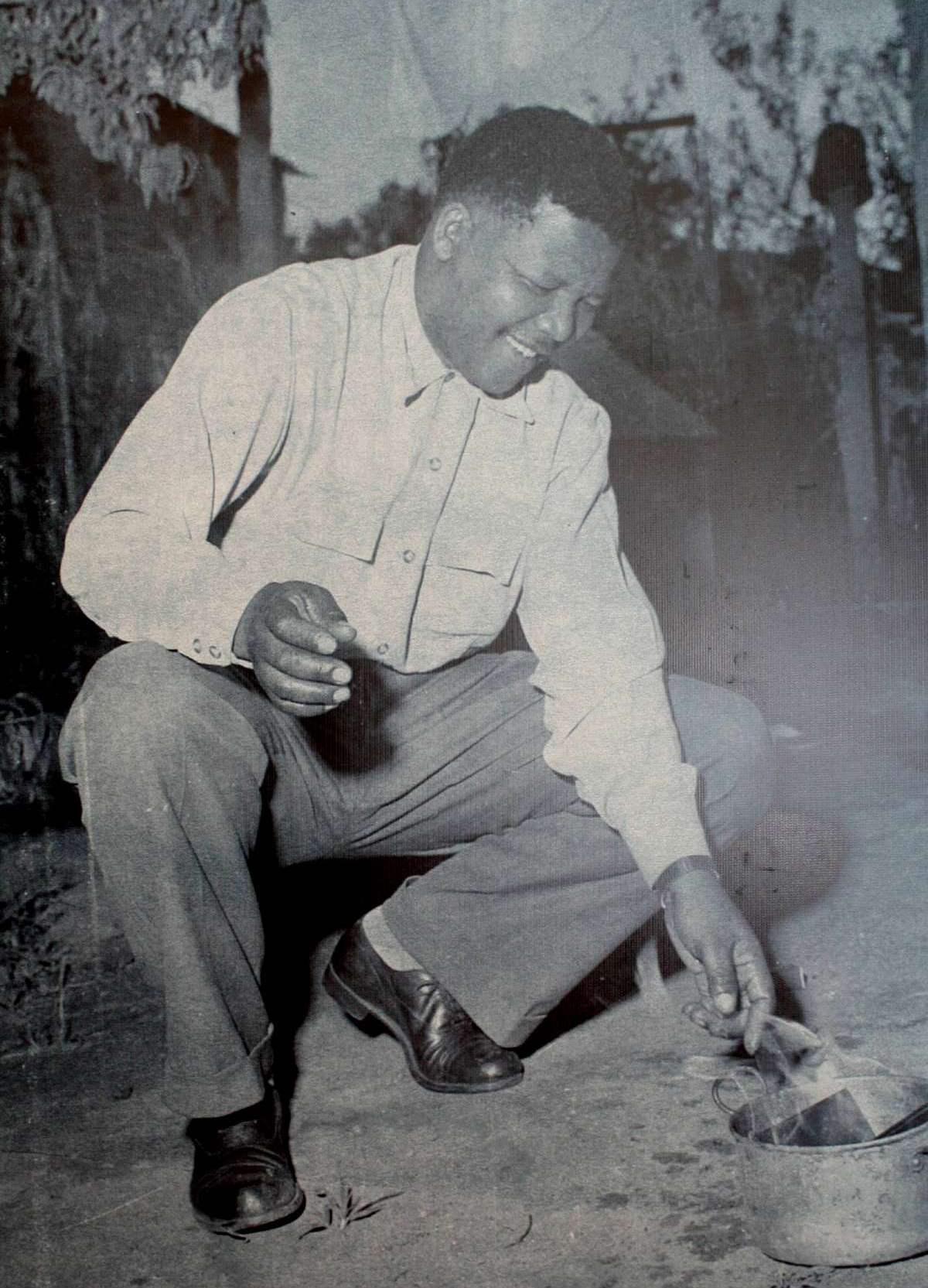
Un geste de résistance à l’apartheid consiste à brûler son passeport intérieur (ici Nelson Mandela brûle son pass en 1960).

En janvier 1956, environ 2 000 femmes de groupes de couleurs différentes, parmi lesquelles Lillian Ngoyi et Helen Joseph, défilent au nom de la FSAW, devant les Union Buildings à Pretoria. Ignorées par le gouvernement, la FSAW organise une seconde manifestation avec le concours la ligue des femmes de l'ANC au mois d'août 1956. Environ 20 000 femmes défilent alors contre les laissez-passer. La même année, à la suite de l'adoption de la Charte de la liberté, 156 membres de l'ANC et des organisations alliés sont arrêtés et accusés de haute trahison. Parmi les accusés se trouvent Albert Lutuli, Oliver Tambo, Walter Sisulu, Nelson Mandela, tous de l'ANC, mais aussi Ahmed Kathrada du South African Indian Congress (SAIC) ou encore Joe Slovo du Parti communiste sud-africain (SACP). L'affaire est très médiatisée. L’instruction judiciaire dure pendant quatre ans, période durant laquelle les charges tombent progressivement contre les inculpés. Finalement, en mars 1961, les 30 derniers accusés restants sont à leur tour acquittés au motif que, selon les attendus du jugement, l'ANC ne pouvait être reconnu coupable d'avoir défendu une politique visant au renversement du gouvernement par la violence,,.
Durant toute la décennie des années 1950, les mouvements opposés à l’apartheid, issus des différentes communautés, ont peiné à s'unir et à organiser des manifestations inter-raciales. Malgré les appels de l'ANC, la communauté blanche échoue totalement à constituer un mouvement unique blanc anti-apartheid. Bien au contraire, l'opposition blanche à l’apartheid s'est morcelée en deux grandes familles (radicaux et libéraux), elles-mêmes divisées en sous-groupes divers. L'opposition libérale ignore également les appels de l'ANC à manifester ou à se rassembler (campagne de défiance, rassemblement de Kliptown), préférant privilégier les procédures légales. En fait, les revendications des Blancs (centrés surtout sur le droit de vote des Métis) ont été différents de celles de l'ANC et, tant le Parti uni que le Parti libéral, ne sont pas favorables à l'extension d'un droit de suffrage sans restriction aux populations de couleurs. Si le Parti uni reste favorable à la domination blanche, le Parti libéral d'Alan Paton, durant cette période, condamne les actions de désobéissance civile, souhaite une déségrégation progressive de la société et se déclare favorable à un droit de vote sélectif pour les individus éduqués et propriétaires. Tout autant opposé à l’apartheid qu'au communisme et même si le parti est tiraillé entre une aile conservatrice et une aile progressiste inclinée à établir à des contacts avec l'ANC, le Parti libéral est aussi favorable à la présence d'un État occidental en Afrique du Sud et croit en la mission civilisatrice des Européens en Afrique. De ce fait, l'opposition libérale est définitivement discréditée aux yeux de l'ANC qui ne privilégiera que ses alliés radicaux,. À partir de 1958, le Black Sash, le Parti uni et le Parti libéral connaissent des scissions internes qui marginalisent les progressistes et les partisans du suffrage universel.
Les mouvements noirs de libération eux aussi se divisent. Les nationalistes africanistes de l'ANC, hostiles au non-racialisme affirmé dans la charte et pour qui le combat est une lutte raciale des Noirs contre les Blancs, quittent leur mouvement pour former une organisation concurrente, le Congrès panafricain d'Azanie (PAC). Dirigé par Robert Sobukwe, le PAC affirme revenir aux fondamentaux nationalistes de l’ANC.
Le 21 mars 1960, une manifestation du Congrès panafricain d'Azanie à Sharpeville, un township de Vereeniging dans le sud de la province du Transvaal, contre l'extension aux femmes du passeport intérieur, que les Noirs sont obligés de porter constamment sur eux, débouchent sur une fusillade et un massacre. Il y a soixante-neuf morts, dont huit femmes et dix enfants, ainsi que cent quatre-vingts blessés, dont trente et une femmes et dix-neuf enfants. Le gouvernement déclare l'état d'urgence face aux manifestations qui s'ensuivent et interdit l'ANC et le PAC, dont les dirigeants sont emprisonnés ou assignés à résidence.

#### Années difficiles dans la clandestinité
Dans la clandestinité, l'ANC se tourne vers l’option militaire. En décembre 1961, Nelson Mandela fonde Umkhonto we Sizwe (MK) soit « la lance de la Nation », une aile militaire à l'ANC, chargée d'effectuer des actions de sabotage. Contrairement à l’ANC, les rangs d'Umkhonto we Sizwe sont ouverts à toutes les catégories raciales et pas réservés aux seuls Noirs. Ainsi, deux communistes blancs, Joe Slovo et J. B. Marks (en) sont membres de son état-major au côté de Mandela. Le MK multiplie dès lors les attentats et les sabotages contre des infrastructures sans faire de grands dommages tandis que le chef de l'ANC, Albert Lutuli, obtient le prix Nobel de la paix (1960).
En août 1962, Mandela est arrêté à Howick, petite ville située entre Pietermaritzburg et Johannesbourg. Quelques mois plus tard, en 1963, Walter Sisulu, Govan Mbeki, Raymond Mhlaba, Ahmed Kathrada et d'autres membres éminents du parti sont arrêtés dans une ferme à Rivonia (en), située dans la banlieue de Johannesburg. Oliver Tambo, le vice-président de l'ANC est le seul rescapé, ayant été exfiltré hors d'Afrique du Sud quelque temps auparavant pour créer des missions diplomatiques à l'étranger.
En 1964, Nelson Mandela, Walter Sisulu et les dirigeants arrêtés à Rivonia sont condamnés à la prison à perpétuité pour haute trahison. Ils sont emprisonnés majoritairement à Robben Island, au large du Cap. L'ANC est alors décapitée sur le territoire sud-africain et c'est en exil que l'ANC se reconstitue et survit sous la direction de Oliver Tambo.
L'ANC installe alors son quartier général à Londres et en Tanzanie avant de le baser à Lusaka en Zambie en 1975 tandis que les premiers camps d'entraînement de Umkhonto we Sizwe sont établis en Tanzanie avant de l'être plus tard dans d'autres pays africains.
À partir de 1963, du fait de leur exil commun, de leur lutte armée commune, une collaboration étroite s’établit entre l’ANC et le Parti communiste sud-africain (SACP). Ce rapprochement est vital pour le développement et le financement de l'ANC qui peut bénéficier des liens privilégiés qu'entretient le SACP avec l’URSS et avec le Parti communiste britannique (BCP). De nombreux cadres et militants de l’ANC sont notamment envoyés en URSS où ils reçoivent une formation y compris militaire. Des liens étroits se tissent également entre Tambo, Slovo et Moses Kotane, le secrétaire général du SACP.
En 1969, lors de sa conférence nationale à Morogoro en Tanzanie, l'ANC décide d'ouvrir l'adhésion individuelle de ses membres aux Sud-Africains de toute race et toute origine ethnique (auparavant, il s'agissait d'alliances avec les organisations amies) mettant pour la première fois en pratique son idéologie non-raciale au sein même de son organisation mais son organe de direction (le National Executive Committee) reste réservé aux seuls Noirs sud-africains. Un conseil révolutionnaire non-racial, où siègent Joe Slovo, Yusuf Dadoo et de nombreux membres du SACP, est cependant mis en place. D'une manière générale, la conférence de Morogoro se caractérise par la montée en puissance au sein de la direction de l'ANC des membres du Parti communiste tels Alfred Nzo et Moses Kotane, nommés respectivement secrétaire général et trésorier de l'ANC. L'idéologie de l'ANC s'en ressent et conjugue son nationalisme africain avec des éléments d’analyse marxistes. En outre, il ne se limite plus à la défense des populations bantous d'Afrique du Sud mais s'élargit aux populations indiennes et coloureds désormais reconnues comme victimes à part entière de la politique d’apartheid, même si l'ANC décide de maintenir son statut de parti africain. En peu d'années, la majorité des chefs de l’ANC en exil sont aussi membres du SACP. Cette évolution politique ne fait cependant pas l’unanimité chez ceux attachés à la mission nationaliste et africaniste de l'ANC, qui contestent l'ouverture des rangs de l’ANC aux non-noirs, la présence de nombreux communistes dans l'organigramme et la nouvelle orientation à caractère socialiste (l’idéologie socialiste elle-même ne sera cependant jamais adoptée par l'ANC). Ces contestataires, connus sous le nom de « Gang des huit », sont finalement exclus de l'ANC en 1975.

#### L'ascendance de l'ANC s'impose par la symbolisation de Nelson Mandela
En 1976, l'imposition par le vice-ministre de l’administration et de l'éducation bantoue Andries Treurnicht de l'enseignement en afrikaans pour les écoliers noirs provoque un soulèvement de ces derniers dans les townships. Une marche de protestation est organisée dans le district noir de Soweto près de Johannesbourg le 16 juin 1976. Environ 20 000 étudiants se présentent et, malgré des appels au calme des organisateurs, affrontent les forces de l'ordre. La répression des forces de sécurité sud-africaine et de la police de Jimmy Kruger fait près de 1 500 victimes en quelques semaines. La plupart des pays condamnent la répression et imposent une limitation du commerce ou même des sanctions. Les images et les témoignages sur le massacre de Soweto font le tour du monde alors que l'Umkhoto We Sizwe reçoit l'apport de nouvelles recrues en provenance des townships. À partir de 1977, l'organisation est capable de commettre des attentats plus ou moins ciblés, voire parfois meurtriers sur le sol sud-africain, visant en priorité les postes de police des townships et les Noirs accusés de collaborer avec le régime blanc.
Au début des années 1980, l'ANC connaît une nouvelle popularité dans la jeunesse des townships. Si elle n'a pas organisé la révolte de Soweto et a vécu péniblement son impuissance dans les années 1970, la nouvelle décennie s'ouvre sous des augures bien meilleures, à la suite du démarrage d'une campagne de presse non-concertée du Post de Soweto et du Sunday Express de Johannesburg, l'un en faveur de la libération de Nelson Mandela et l'autre pour connaître sa notoriété parmi les Sud-Africains (durant les années 1970, la figure charismatique de Steve Biko et le Mouvement de conscience noire s'étaient imposé comme symbole anti-apartheid, reléguant l'ANC à l'arrière-plan et Nelson Mandela dans une quasi-obscurité). Des comités (Free Mandela Comittee) demandant sa libération sont créés dans tout le pays mais l'initiative du Post passe relativement inaperçue parmi les Blancs. Or, c'est autour de cet homme érigé progressivement en symbole et demi-dieu dans les ghettos noirs que s'organise la résurrection politique de l'ANC pour l'emporter face à la conscience noire du défunt Steve Biko. Grâce à la mobilisation autour de Mandela et à sa capacité d’organisation relativement absente chez ses rivaux, l'ANC se réimpose en quelques années comme la première force anti-apartheid de libération et la seule à disposer d'une capacité militaire, hormis le congrès panafricain d'Azanie. Ce dernier est d'ailleurs en pleine déconfiture interne depuis la mort de son fondateur Robert Sobukwe en 1978. Après la mort de Steve Biko, c'est vers le parti de Mandela et d'Oliver Tambo que se tournent de nombreux militants de la conscience noire, convertis en prison ou en exil à l’idéologie non-raciale par les chefs de l'ANC. Leur arrivée permet de rajeunir etrégénérer les cadres d'un parti alors vieillissant (Mosiuoa Lekota, Nkosazana Dlamini, Lindiwe Sisulu sont quelques-unes de ces nouvelles recrues venues de la conscience noire).
En 1981, l'ANC commence à élargir le nombre de ses représentations dans les pays occidentaux et ouvre un bureau à Paris. En mars 1982, Nelson Mandela est transféré, en compagnie des principaux dirigeants emprisonnés de l'ANC à la prison de Pollsmoor, dans la banlieue du Cap.
Pendant les années 1980, Umkhonto we Sizwe relance la guérilla à l'intérieur du pays, occasionnant la mort de nombreux civils. Après le succès d'opérations symboliques comme l'attentat contre la centrale nucléaire de Koeberg, Umkhonto we Sizwe commet, le 20 mai 1983, l'attentat à la bombe le plus meurtrier de son histoire à Pretoria (19 personnes tués, 217 blessés),. Si le gouvernement dénonce le terrorisme ou l'assaut communiste, ce type d'action a un impact visible important sur la population noire qui lui apporte de plus en plus son soutien. En accentuant la pression, l'ANC veut également réduire le sentiment de sécurité de la population blanche.

#### Front démocratique uni
En août 1983, les divers mouvements opposés à l’apartheid des différentes communautés sud-africaines s'allient pour leur part au sein d'un front démocratique uni (United Democratic Front - UDF) pour coordonner la résistance au régime. La création de cette UDF confirme l’influence grandissante du courant non-racial face au panafricanisme. Son programme politique est celui de la Charte de la liberté de 1955 ce qui donne rapidement à l'UDF, l'allure de branche interne de l'ANC en Afrique du Sud. Sa création permet d'introduire les revendications de l'ANC auprès des communautés indiennes et métis et même d'appliquer concrètement et intégralement les principes non-raciaux qu'elle théorise jusqu'au propre organe de direction de l'UDF où les minorités indiennes et coloured sont sur-représentées (12 Noirs pour 13 Indiens, coloureds et Blancs), même si les 5 postes-clefs sont attribués à des représentants de la communauté noire.
La première réunion de l'UDF rassemble près de 12 000 personnes à Mitchell's Plain ce qui constitue le plus grand rassemblement contre l'apartheid depuis les années 1950. Le rassemblement est multiracial avec la présence d’Archie Gumede (en), d'Helen Joseph et de Allan Boesak, un pasteur métis de l'Église réformée hollandaise, par ailleurs président de l'alliance mondiale des églises réformées et ancien adepte de la théologie noire de la libération, rallié au courant non-racial. La croissance de l'UDF est très rapide et touche toutes les communautés sud-africaines, y compris chez les Blancs, une première depuis l'échec du Parti libéral.
La première cible de l'UDF vise alors à organiser avec succès le boycott des élections aux chambres indiennes et métis du nouveau parlement à trois chambre. De son côté, les héritiers de Steve Biko et de la conscience noire tentent de revenir sur le devant de la scène via l'Organisation du peuple d'Azanie (AZAPO) ou le Comité du forum national, un mouvement créé pour concurrencer l'UDF et porter un projet politique qui se veut une solution de substitution à la Charte de la liberté. Concrètement, la rivalité entre l'UDF et les partisans de la conscience noire s'exprime violemment sur le terrain sans que les tentatives de médiation de l'archevêque du Cap, Desmond Tutu, ne parviennent à mettre un terme. Enfin, une troisième organisation politique émerge dirigée par Mangosuthu Buthelezi, un ancien membre de la ligue de jeunesse de l'ANC, favorable à un partage régional du pouvoir avec les Blancs à l'échelle de la province du Natal qu'il voudrait voir associer avec le KwaZulu. Son projet est soutenu par les milieux d'affaires et politiques du Natal, qui sont majoritairement anglophones, par les intellectuels libéraux et par certains secteurs du pouvoir. Buthelezi et son organisation, le Parti Inkatha de la liberté à dominante essentiellement zoulou, rêvent d'être une autre solution par rapport à l'ANC qui pour sa part rejette ses propositions et s'oppose à toute formule fédérale ou confédérale pour l'Afrique du Sud.
À partir du mois de septembre 1984, une vague de violence éclate dans les townships que l'ANC appelle à rendre ingouvernables pour les autorités et à les transformer en zones libérées. Les premières cibles de ces violences sont d'ailleurs tous ceux considérés comme collaborateurs (les maires et conseillers municipaux des townships, les policiers noirs ou ceux connus comme étant des informateurs de la police) qui sont traités souvent par le supplice du pneu.
L'armée sud-africaine est envoyée dans les townships alors que s'organise une campagne de boycott des paiements des loyers. La répression alimente alors la révolte au lieu de la freiner et soude les communautés, les jeunes des townships étant pour leur part convaincus d'être dans la phase finale de leur lutte,. Face à cette répression, les alliés naturels de l'Afrique du Sud comme les États-Unis se désolidarisent sous la pression de l'opinion publique et des mouvements noirs américains.

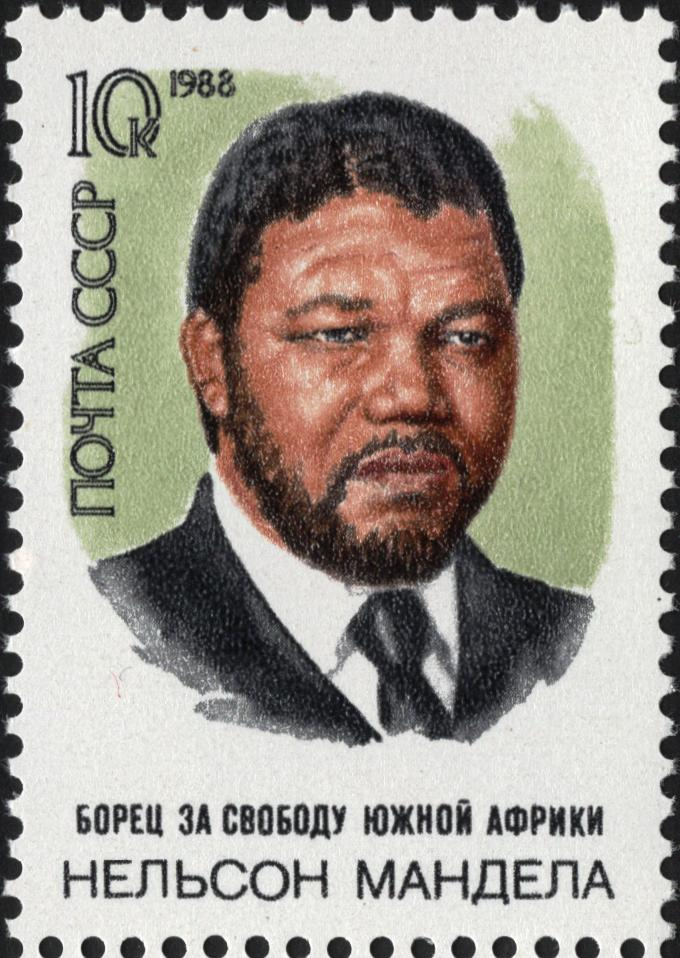
Timbre soviétique (1988) à l'effigie de Nelson Mandela à l'occasion de son.

En février 1985, le président Pieter Willem Botha offre à Nelson Mandela, contre l'avis de ses ministres, la liberté conditionnelle en échange d'un renoncement à la lutte armée mais l'offre est rejetée par Mandela.
Lors de sa deuxième conférence nationale en exil, à Kabwe, en Zambie (juin 1985), l'ANC démocratise, non pas sans d’âpres débats, ses règles de fonctionnement interne. Pour la première fois, en supprimant toutes les dernières restrictions d’ordre racial qui régulaient l’accès à ses rangs, notamment au sein de sa direction et sur le territoire sud-africain, le parti devient intégralement non racial. Pour la première fois également, les noms des 30 membres de son (nouveau) comité exécutif sont rendus publics. Plus des 2/3 d'entre eux (22 sur 30) sont membres du Parti communiste, notamment tous les non-noirs : Joe Slovo, seul Blanc membre de l'organe suprême et chef d'état-major d'Umkhonto we Sizwe, Reg September et James Stuart (deux coloureds), Aziz Pahad et Mac Maharaj (en) (2 Indiens). À la même époque, dans le plus grand secret, des discussions informelles ont lieu pour la première fois et secrètement entre des représentants de l'ANC et Piet de Lange, émissaire du président sud-africain Pieter Willem Botha alors que tout aussi secrètement, Mandela commence de son côté à négocier avec le ministre de la Justice, Kobie Coetsee et avec d'autres émissaires gouvernementaux.
Durant l'année 1985, 35 000 soldats sont déployés pour rétablir l'ordre dans les townships. Près de 25 000 personnes sont arrêtées et 879 personnes sont tuées dont les 2/3 par la police. De leurs côtés, les principaux syndicats noirs s'unissent dans la COSATU tandis qu'Umkhoto we sizwe lance l'opération Kletswayo, une campagne de terreur dans les zones rurales du Transvaal contre les fermiers blancs. En décembre 1985, une mine anti-personnelle déposée par l'aile militaire de l'ANC tue la famille d'un touriste afrikaner à Chatsworth dans le district de Messina puis le 23 décembre 1985, Andrew Zondo (en), un jeune activiste, fait exploser une bombe dans un centre commercial de la station balnéaire d'Amanzimtoti (5 morts, 40 blessés). Botha tente des ouvertures politiques (abolition des lois sur les laissez-passer et sur l'interdiction des mariages mixtes) mais elles sont considérées comme trop timides par Nelson Mandela et l’ANC qui réclament l'adoption immédiate du suffrage universel (« un homme, une voix »).
En 1986, le gouvernement sud-africain décrète l'état d'urgence tandis qu'au Natal, une véritable guerre civile, entretenue par le gouvernement, oppose l'ANC au mouvement zoulou conservateur du Parti Inkatha de la liberté. Durant cette même année, des hommes d'affaires blancs d'Afrique du Sud se rendent à Lusaka pour rencontrer la direction de l'ANC afin d'entrevoir des possibilités de négociations. Le caractère marxiste de l’idéologie de l’ANC est depuis quelque temps remis en cause alors que le parti reçoit plus ou moins discrètement des délégations de chefs d'entreprises, des représentants du capitalisme afrikaner et des responsables de grandes puissances occidentales (États-Unis, Grande-Bretagne). Admettant la possibilité d'un changement de régime en Afrique du Sud en faveur de l'ANC, tous ces interlocuteurs et le gouvernement sud-africain s'inquiètent de son alliance avec le Parti communiste et de certaines clauses de son programme politique à teneur anti-capitaliste et de son programme économique prônant la nationalisation des moyens de production (clause de la Charte de la liberté). Pour apaiser leurs craintes, l'ANC décide d'adopter une démarche plus médiatique pour donner l'image d'un parti responsable. Il retravaille notamment son programme politique, économique et social pour gommer ses aspects les plus radicaux ou les adapter au contexte sud-africain, marqué par un système capitaliste développé et une transition qui pourrait ne pas être brutale mais négociée et contrainte. Avant même la fin de la décennie, des cadres de l'ANC comme Thabo Mbeki récusent le « tout-étatisme » et en viennent à prôner l’abandon des projets de nationalisation énoncés dans la Charte de la liberté.
En 1986, sous la présidence de Ronald Reagan, le gouvernement des États-Unis, place l'ANC et Nelson Mandela dans les groupes terroristes, il le restera jusqu'à 2008,. Le gouvernement du Royaume-Uni suit la même ligne, la Première ministre, Margaret Thatcher, dit à propos d'un concert en 1987 : « The ANC is a typical terrorist organisation… Anyone who thinks it is going to run the government in South Africa is living in cloud-cuckoo land' » (que l'on peut traduire par « L'ANC est une organisation terroriste typique… Quiconque pense qu'il va gouverner en Afrique du Sud ne vit pas les pieds sur terre. »). Les paroles de certains membres du Parlement issus également du Parti conservateur vont également dans ce sens ; Terry Dicks (en) dit « How much longer will the Prime Minister allow herself to be kicked in the face by this black terrorist? » (« Combien de temps encore le Premier ministre laissera encore un terroriste noir lui cracher à la face ? ») ou encore, dans les années 1980 Teddy Taylor dit « Nelson Mandela should be shot » (« Il faudrait descendre Nelson Mandela »).
En 1988, les services secrets sud-africains du Bureau de coopération civil sont impliqués dans l'assassinat de la représentante de l'ANC à Paris, Dulcie September. L'ANC est alors marquée par l'évolution des relations internationales et par la détérioration de ses liens avec l'Union soviétique. Le parti est lui-même divisé entre les partisans de Thabo Mbeki, favorables à des négociations avec le gouvernement de Pretoria, et ceux de Chris Hani, successeur de Slovo à la direction d'Umkhonto we Sizwe, favorable à l'intensification de la lutte armée.
En août 1989, Alfred Nzo, assumant l’intérim de la présidence de l'ANC, présente le plan de paix du parti, incitant à l'intensification des sanctions internationales contre l'Afrique du Sud, et le fait adopter par l'OUA mais il est mal reçu par de nombreux dirigeants de la nouvelle administration du président américain George H. W. Bush qui, bien qu'ayant accordé une représentation officielle de l'ANC à Washington, D.C., n'est pas loin de considérer le mouvement comme une organisation terroriste. De son côté, Nelson Mandela rencontre Pieter Botha (5 juillet 1989), peu de temps avant que celui-ci ne démissionne de ses fonctions et ne soit remplacé par Frederik de Klerk à la tête du gouvernement.

### Négocier avec son ennemi
Le 15 octobre 1989, Frederik de Klerk, déterminé à négocier l'après-apartheid, libère Walter Sisulu et six dirigeants de l’ANC pour montrer sa bonne volonté. Il autorise également l'ANC à organiser son premier rassemblement public à Soweto dans le complexe de Soccer City (rassemblant 70 000 personnes).
Le 2 février 1990, le président De Klerk annonce la libération de Nelson Mandela lors d'un discours prononcé au Parlement ainsi que la légalisation de l'ANC, du Congrès panafricain d'Azanie (PAC), du Parti communiste (SACP), la levée de la censure, la suspension de la peine capitale. Si pour le président sud-africain, ces mesures doivent permettre de passer de la violence à un processus de négociation, ce processus repose aussi sur Nelson Mandela dont la contribution au règlement politique est décisif. Il est libéré le 11 février 1990 et prononce son premier discours devant une foule compacte à l’hôtel de ville du Cap. Le rôle de Mandela dans les négociations sera d'autant plus fort qu'il n'y a pas à l'ANC de personnalités qui aient la popularité et le charisme suffisant pour s'opposer à son autorité morale, Oliver Tambo, le président de l'ANC, étant diminué à la suite d'un accident vasculaire cérébral.
Les négociations officielles débutent avec la signature des accords de Groote Schuur le 4 mai 1990. Les délégations du gouvernement, du Parti national, de l'ANC et de divers autres mouvements manifestent ainsi l'engagement à négocier l'élaboration d'une nouvelle constitution transitoire. Une série d'accords est signée formalisant la décision conjointe d'arriver à un règlement politique négocié. Si l'ANC décide de suspendre la lutte armée (août 1990), elle ne dissout pas pour autant sa branche armée.
Progressivement, entre mars et juin 1991, le Parlement abroge les dernières lois d’apartheid encore en vigueur, notamment celles sur l'habitat et la classification raciale. L'état d'urgence est levé à l'exception du Natal où des violences meurtrières entre ANC et partis noirs conservateurs ensanglantent la région. En juillet 1991, Nelson Mandela succède à Oliver Tambo à la direction de l'ANC.
En février et mars 1992, Mandela apporte son soutien à De Klerk lors du référendum dont le but est de faire valider par l'électorat blanc, l'abolition de l’apartheid et la continuation des négociations en vue du transfert de pouvoir à la majorité noire (les Blancs votent à 68,7 % pour le « oui » aux réformes). Parallèlement, l'ANC obtient ses premiers députés à la chambre de l'assemblée du parlement : Jannie Momberg, député de Simon's Town et 4 autres élus du Parti démocratique font défection à leur formation politique et adhèrent à l'ANC.
Si le référendum de mars 1992 donne un mandat sans ambigüité à Frederik de Klerk, les travaux de la CODESA qui rassemblent 18 partis et le gouvernement sud-africain autour de négociations constitutionnelles pour l'établissement d'une nouvelle Afrique du Sud se retrouvent dans une impasse à cause des exigences des dirigeants zoulous du Parti Inkatha de la liberté. Après le massacre de Boipatong au cours duquel des militants zoulous abattent une soixantaine de résidents d'un township favorables à l'ANC, avec la complicité passive de la police, les travaux de la CODESA sont ajournés. En septembre 1992, les pourparlers reprennent entre le gouvernement et l'ANC mais les deux négociateurs en chef ont des difficultés relationnelles. Mandela est convaincu que le président sud-africain n'est pas un partenaire loyal et le croit complice actif ou passif d'une troisième force, dirigée par les services de renseignement, qui attaque les partisans de l'ANC. Alors que le président de Klerk se considère comme un partenaire égal de l'ANC dans la création de la nouvelle Afrique du Sud, Nelson Mandela ne reconnaît pas le président sud-africain, ni le gouvernement, comme un partenaire loyal, égal et moralement digne de lui. Mais réaliste, il est conscient du pouvoir coercitif de l'État et de la nécessité de faire des affaires avec ses représentants. Des scandales ont notamment éclaboussé le gouvernement De Klerk accréditant l'existence d'une troisième force. Mise en cause dans la fourniture d'armes au Parti zoulou Inkhata pour contrer les militants de l'ANC, Magnus Malan est contraint d'abandonner son poste de ministre de la Défense pour celui des Eaux et Forêts.
Un forum multipartite, composé de 26 partis, succède à la CODESA et ont pour objectif d'aboutir à la proposition d'une constitution provisoire. Parallèlement, les sanctions internationales imposées bilatéralement ou par l'ONU contre l'Afrique du Sud sont progressivement levées. En août 1992, l'Afrique du Sud est réintégrée aux Jeux olympiques de Barcelone sous les couleurs olympiques, l'ANC ayant refusé que des sportifs noirs soient représentés sous celles de l’apartheid. Pour la première fois depuis 10 ans, une équipe de rugby étrangère vient dans le pays durant l'été 1992 mais l'ANC a posé ses conditions : pas d'hymne national ni de drapeau sud-africain et une minute de silence pour les victimes de l’apartheid. Lors du premier test match contre la Nouvelle-Zélande à l'Ellis Park de Johannesbourg, aucune de ces conditions ne sont respectées. L'ANC menace alors d'appeler le monde à imposer de nouvelles sanctions internationales dans le sport contre l'Afrique du Sud.
En mars 1993, alors que les négociations continuent, Chris Hani, un des dirigeants les plus populaires du Parti communiste allié à l'ANC, est assassiné par Janusz Waluś, un membre du Parti conservateur. Le commanditaire de l'assassinat est Clive Derby-Lewis, un des chefs anglophones du parti. L'arrestation de ce dernier devient le symbole de la fin de l’impunité pour les tenants de la ségrégation. L'autorité morale de Mandela est particulièrement manifeste à cette occasion après qu'il a réussi, par une allocution télévisée solennelle, à circonvenir les émeutes qui avaient suivi l'assassinat de Chris Hani et causé la mort de 70 personnes.
Le 18 novembre 1993, l'ANC et le gouvernement approuvent une nouvelle constitution intérimaire, multiraciale et démocratique avec l'organisation d'élections générales au suffrage universel et le statut de langue officielle pour onze locales. Un gouvernement d'unité nationale sera mis en place pour une phase de transition, le temps d'adopter une constitution définitive. Un nouveau drapeau aux couleurs combinant les couleurs de l'ANC (noir, vert, jaune) à celles dominantes des anciennes républiques boers (rouge orangé, blanc, bleu) est aussi adopté alors que l'hymne de l'ANC, Nkosi Sikelel' iAfrika et celui de l'Afrique du Sud, Die Stem van Suid-Afrika, sont réunis pour former le nouvel hymne national.
En décembre 1993, Frederik de Klerk et Nelson Mandela reçoivent le prix Nobel de la paix.
En avril 1994, après une campagne électorale sous tension où les attentats de gauche et de droite se sont succédé, la RSA procède à ses premières élections multiraciales.
Deux jours avant le vote, un attentat attribué à l'extrême droite a lieu à Johannesburg devant le quartier général de l'ANC. Des attentats meurtriers suivent à Germiston et à l'aéroport Jan Smuts de Johannesburg.

### Aboutissement de la lutte anti-apartheid
Le 27 avril 1994, les premières élections multiraciales donnent une nette victoire à l'ANC avec 62,6 % des intentions de vote et 252 députés sur les 400 députés que compte l'assemblée nationale . Plus de 45 chefs d'État et le secrétaire général des Nations unies (ONU), Boutros Boutros-Ghali, sont présents lorsque Mandela accède à la présidence du pays, quelques jours plus tard.

### Présidence Mandela (1994-1999)
Au pouvoir, Nelson Mandela met en place un gouvernement d'union nationale au sein duquel on retrouve des membres du Parti national et du Parti zoulou Inkhata.
Le gouvernement et le Congrès national africain imposent à la base impatiente un virage libéral basé sur la discipline fiscale, le faible interventionnisme de l’État, une croissance à partir d'investissements privés et la privatisation de biens publics. Contraint par une dette extérieure et une enveloppe salariale qui engloutit 91 % du budget, l'objectif du gouvernement et de la majorité ANC est de stopper la fuite des capitaux, mettre fin à la concentration des richesses dans les mains de la minorité blanche et dominer une administration rétive aux changements. L'aile marxiste de l'ANC et les partisans des nationalisations et des redistributions de richesses remettent toutefois en cause les choix économiques pris par le gouvernement Mandela pour rassurer les intérêts économiques nationaux et étrangers.
Durant cette période « L’ANC, mise sous pression par des conseillers de l’ancien régime, par des économistes de la Banque mondiale et du FMI et des experts issus du monde des affaires, […] remit en cause la priorité accordée aux dépenses sociales et, à la place, adopta une stratégie économique néolibérale d’exportation qui mettait l’accent sur l’économie de marché, la discipline fiscale et la consolidation de la confiance des milieux d’affaires, même si cela impliquait de faire des coupes afin d’être compétitifs dans l’économie globale ».
En 1996, une fois la constitution définitive adoptée, le Parti national quitte le gouvernement et rejoint les bancs de l'opposition.
Le gouvernement d'union nationale menée par l'ANC lance le programme de reconstruction et de développement (RDP) pour combattre la pauvreté et le manque de services sociaux dans les townships. L'amplitude du programme, soutenu par tous les partis politiques, est alors comparée à celle du New Deal. Entre 1994 et début 2001, selon le gouvernement sud-africain, plus d'un million cent mille maisons à bas coût pouvant bénéficier de l'aide gouvernementale sont construites, accueillant cinq millions de Sud-Africains sur les douze millions et demi de mal-logés. Toutefois, les maisons construites sont de mauvaise qualité tandis que 30 % d'entre elles ne respectent pas les normes. Entre 1994 et 2000, quatre millions neuf cent mille personnes bénéficient d'un accès à l'eau potable, en partie gratuitement ce qui pèse sur les finances publiques tandis que la proportion de foyers ruraux ayant accès à l'électricité passe de 12 à 42 %. Une timide réforme agraire se met également en place mais à peine 1 % des terres visées sont effectivement distribués.
En 1997, Thabo Mbeki, le vice-président d'Afrique du Sud, succède à Mandela à la présidence de l'ANC.
Au bout de cinq années de mandat du premier gouvernement dominé par l'ANC, les inégalités sociales restent très fortes alors que la question raciale demeure au centre du débat économique et social.
L'ANC a par ailleurs été éreintée par les conclusions de la Commission de la vérité et de la réconciliation (CVR), présidée par Mgr Desmond Tutu et mise en place pour recenser toutes les violations des droits de l'Homme commises entre le 1er mars 1960 (juste avant le massacre de Sharpeville) et le 10 mai 1994 (accession de Nelson Mandela à la présidence). L'objet de cette commission concernait les crimes et les exactions politiques commis non seulement au nom du gouvernement sud-africain mais aussi les crimes et exactions commis au nom des mouvements de libération nationale. Des crimes furent reconnus de part et d'autre. Le 28 février 1997, le comité d'amnistie de la commission accorde l'amnistie à 37 anciens responsables de l'ANC dont Thabo Mbeki, Aboobaker Ismail (commandant des opérations spéciales de Umkhonto we Sizwe impliqué dans l'attentat de Church street, devenu après 1994 officier général dans l'armée sud-africaine et chef de la police) et Dullah Omar (en) (alors ministre de la Justice). Dans son rapport final, la Commission épingle l'absence de remords ou d'explications de certains anciens hauts responsables gouvernementaux (Pieter Willem Botha, Frederik de Klerk) mais aussi le comportement de certains chefs de l'ANC, notamment pour les exactions commises dans les camps d’entraînements d'Angola et de Tanzanie.

### Présidence Mbeki (1999-2007)

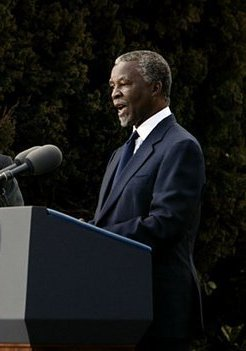
Thabo Mbeki, le 9 juillet 2003.

En 1999, le vice-président Thabo Mbeki est élu président de la République à la suite des élections générales de juin 1999 qui consacrent une nouvelle victoire de l'ANC (66,4 %). À certains égards, la présidence Mbeki peut être considéré avoir commencé en 1994 car il disposait alors, en tant que premier vice-président, de pouvoirs normalement dévolus à un Premier ministre.
La normalisation constitutionnelle du régime sud-africain, notamment marquée par la promotion des femmes, se poursuit autour des principales institutions chargées de promouvoir la démocratie et l'état de droit.
En décembre 2000, les élections municipales sont remportées par l'ANC qui contrôle 170 municipalités contre 32 à l'Inkhata et 18 à la nouvelle Alliance démocratique. À l'automne 2001, le Nouveau Parti national (New National Party - NNP) dirigé par Marthinus van Schalkwyk se retire de l'Alliance démocratique pour former un nouveau partenariat avec l'ANC, bouleversant l'échiquier politique sud-africain.
En avril 2004, l'ANC remporte de nouveau les élections législatives (69,7 % des suffrages) avec une majorité renforcée et s'empare pour la première fois des neuf provinces du pays, grâce à l'appui de ses alliés du NNP dans la province du Cap-Occidental. Le 7 août 2004, le ralliement des députés NNP à l’ANC lui permet de contrôler 71 % des députés à l’assemblée d’Afrique du Sud et de réformer à sa volonté la constitution. Mais en 2006, lors des élections municipales, si l'ANC l'emporte largement au niveau national, elle subit de sérieux revers au Cap-Occidental où elle perd notamment la municipalité du Cap.

Carte électorale des élections municipales de mars 2006 : en vert, les districts municipaux remportés par l'ANC, en bleu ceux remportés par l'Alliance démocratique, en rouge ceux remportés par le Parti Inkatha de la liberté et en gris ceux remportés par un autre parti.

Malgré ses succès électoraux, le président Mbeki est accusé d'avoir perdu le contact avec le peuple pour privilégier une nouvelle bourgeoisie noire, tout aussi repliée sur elle-même que le fut la bourgeoisie blanche. Ses relations avec son vice-président, Jacob Zuma, se détériorent d'autant plus qu'il doit congédier ce dernier de ses fonctions à la suite d'un scandale politico-judiciaire le 14 juin 2005. À partir de ce moment, les tensions au sein de l'ANC menacent la cohésion du mouvement et l'alliance avec la COSATU et le Parti communiste. Soupçonné de corruption, Jacob Zuma, très populaire au sein de son parti, affirme être victime d'un complot, met en cause le fonctionnement de la justice et assimile les méthodes des enquêteurs à celles utilisés sous l’apartheid. Le 11 octobre 2005, lors de la comparution de Zuma devant un tribunal de Durban, ses partisans s'en prennent aux services du procureur alors que des T-shirts à l'effigie de Mbeki sont brûlés à l'extérieur du tribunal.
L'affrontement entre Mbeki et Zuma atteint son sommet du 15 décembre au 20 décembre 2007 lors du congrès de l'ANC à Polokwane où les 4 075 délégués du parti se réunissent pour élire leur nouveau président. Pour la 1re fois depuis 1949, le parti doit choisir entre deux candidats : Thabo Mbeki et Jacob Zuma. Mbeki ne pouvant prétendre à un 3e mandat à la présidence du pays, il souhaite influer sur le choix de son successeur, notamment afin de favoriser Nkosazana Dlamini-Zuma, sa ministre des Affaires étrangères. Cependant, ses plans sont mis à mal par Jacob Zuma dont l'ambition est d'assumer la fonction suprême, en dépit de possibles nouvelles inculpations. Les querelles, les affrontements verbaux, les dissensions observées à ce congrès sont les pires jamais apparues au sein de l'ANC. Elles sont si importantes qu'elles sont condamnées par l'ancien président Nelson Mandela, lequel n'a jamais aimé Zuma, alors que Kader Asmal, membre du comité exécutif du parti et vétéran de l'ANC déclare que « l'ANC se comporte comme un parti de troisième zone, sans règles de base »,. Finalement, le 18 décembre 2007, au bout d'une bataille de procédure qui a retardé de 24 heures le vote, Jacob Zuma est élu président de l'ANC par 2 329 voix (60 % des suffrages) contre 1 505 au président sortant et chef de l'État, Thabo Mbeki. Sa victoire est d'autant plus humiliante pour le président sortant que chaque autre membre du comité directeur élu ce jour-là est un proche de Zuma, ne laissant aucune place au camp sortant. Pour Helen Zille, le chef de l'opposition parlementaire, la victoire de Zuma est « un jour sombre pour l'ANC et l'Afrique du Sud »,.
Durant les deux mandats qu'a effectué Mbeki à la tête de l’État, le pays connaît une croissance économique de 5 à 6 % annuelle, stimulée par la hausse du cours des matières premières, et l'amélioration des conditions sanitaires et d'hébergement dans les townships. Dans le contexte d'un monde dominé par le consensus de Washington, Thabo Mbeki maintient un contrôle rigoureux des dépenses de l'État et mène une politique économique libérale. Il lance également deux initiatives majeures en Afrique que sont le Nouveau partenariat pour le développement de l'Afrique (NEPAD) et le remplacement de l'Organisation de l'unité africaine en Union africaine (UA). Cependant, le maintien de 10 % de la population dans une misère extrême, le chômage en hausse (près de 40 % de la population active), la forte progression de la criminalité, l'expansion de la pandémie du VIH, dont Mbeki nie le lien avec la maladie, la dégradation de l'état des routes, des hôpitaux publics et des écoles publiques, l'inefficacité de l'administration et la dégradation de la qualité de l'enseignement public s'affirment comme les grands points noirs de sa politique interne. En 2008, une grave pénurie d'électricité achève son bilan économique. La presse lui reproche l'imprévoyance de son gouvernement, ainsi que celui de Nelson Mandela, pour avoir refusé, en 1996, d'investir dans la construction de nouvelles centrales électriques alors que le pays connaissait une croissance de la demande en électricité de 10 % chaque année. Depuis 2008, les grandes villes sont périodiquement plongées durant plusieurs heures dans l'obscurité amenant le gouvernement à promouvoir le rationnement et à suspendre ses exportations d'électricités vers les pays voisins.

### Présidence Zuma (2007-2017)

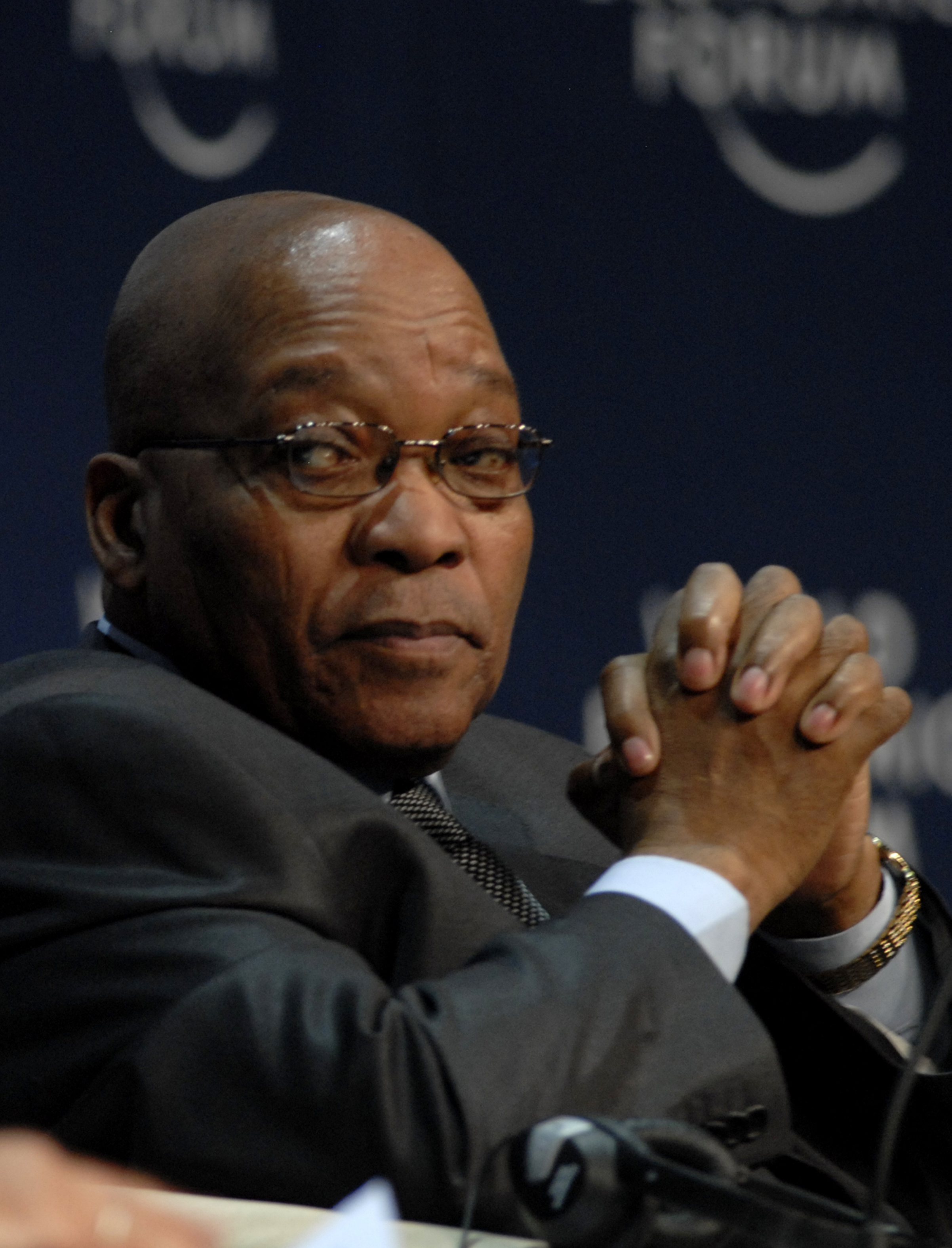
Le président Jacob Zuma.

La nouvelle direction de l'ANC ne tarde pas à entrer en conflit avec le président sud-africain notamment à propos des résultats des élections présidentielle et législatives au Zimbabwe. Alors que le président Mbeki ménage Robert Mugabe et déclare qu'il n'y a pas de crise au Zimbabwe, que les résultats officiels ne sont pas divulgués, plus d'une semaine après l'élection, l'ANC prend parti pour le Mouvement pour le changement démocratique, déclarant par la voix de son secrétaire général, Gwede Mantashe, que Robert Mugabe connaissait les résultats, qu'ils étaient mauvais pour lui et son parti, la ZANU-PF et que leur non-publication était un déni du vote des Zimbabwéens.
En octobre 2008, à la suite de la démission contrainte de Thabo Mbeki de la présidence sud-africaine, ses partisans menés par son ancien ministre de la Défense, Mosiuoa Lekota, annoncent la création d'une formation dissidente, le Congrès du peuple, afin de se présenter aux prochaines élections nationales, dans l'espoir de constituer la première opposition crédible du pays.
Au cours des élections de 2009, Zuma a réussi grâce à son image d'homme du peuple à rassembler l'électorat populaire et zoulou. En se distinguant de l'image austère de l'ancien président Mbeki, il a réussi à limiter la casse pour l'ANC en la maintenant à 65,90 % bien que son score soit en baisse de 4 % par rapport aux élections de 2004 où la participation avait été plus faible. De nombreux analystes s'accordent à dire que cette élection sera la dernière pour l'ANC avec un score aussi élevé car la population n'aura plus la patience d'attendre un nouveau mandat pour avoir des résultats. D'autre part, contrairement aux élections précédentes, l'ANC a cette fois en face d'elle une opposition renforcée, avec notamment le COPE et la DA qui reprend le contrôle de la province du Cap-Occidental.
Le nouveau gouvernement que Zuma forme est alors plus ouvert aux autres partis et autres races que ne l'était celui de Mbeki, faisant entrer au gouvernement Jeremy Cronin, un Blanc par ailleurs secrétaire général adjoint du Parti communiste sud-africain ainsi que Pieter Mulder, chef du Front de la liberté, le parti de la droite afrikaner.
En avril 2010, le très influent meneur de la Jeunesse de l'ANC, Julius Malema, connu pour ses outrances verbales à l'encontre de Thabo Mbeki et des opposants à Zuma pour qui il se déclarait prêt à tuer, est mis en cause indirectement dans le meurtre d'Eugène Terre'Blanche, par deux de ses ouvriers agricoles, pour avoir repris dans ses discours une chanson prônant de « tuer les Boers » parce que « ce sont des violeurs ». Il est également accusé de jouer la carte raciale dans les campagnes pour attiser les rancœurs envers les fermiers blancs. L'assassinat de Terre'Blanche fait ainsi craindre un moment un réveil des tensions raciales dans une Afrique du Sud toujours minée par ces conflits latents,.
Selon le chercheur Vincent Darracq du Centre d'études d'Afrique noire de Bordeaux, les inégalités sociales n'ont jamais été si fortes que durant la période précédente. En 2012, le pays est sévèrement marqué par une série de troubles sociaux sanglants, débutés lors de grèves à la mine de platine de Marikana, avant de s’étendre à la société sud-africaine et à la sphère politique. Ces troubles manifestent non seulement la frustration des sud-africains les plus pauvres qui considèrent que leur situation ne s'est pas améliorée, voire s'est aggravée depuis la fin de l’apartheid mais pointent aussi tout un nombre de dysfonctionnements importants tels l'absence de dialogue social en Afrique du Sud, l'incompétence de la police, l'apparition d'un apartheid économique, la collusion entre les élites politiques et économiques ainsi que les luttes de pouvoir au sein de l'ANC,. En décembre 2012, l'élection à la vice-présidence de l'ANC de Cyril Ramaphosa marque le retour dans la vie politique d'une personnalité consensuelle qui a marqué l'histoire politique du pays. Elle semble aussi augurer d'un nouveau cycle dans la vie politique sud-africaine.
Le 20 décembre 2013, le Syndicat national de la métallurgie (NUMSA) rompt les liens historiques qu'il entretenait avec l'ANC, demandant la démission du président Jacob Zuma et annonce qu'il ne soutiendra aucun parti lors des élections présidentielles de 2014.
Lors des élections générales sud-africaines de 2014, avec un taux de participation de 73 %, l'ANC est reconduit au pouvoir pour la 5e fois consécutive avec environ 62,15 % des voix face à l’Alliance démocratique (22,23 % en hausse de 5 points). La baisse du score électoral de l'ANC est provoquée par l'émergence des Combattants pour la liberté économique (6,35 %), un jeune parti radical dirigé par Julius Malema qui propose de nationaliser les principaux moyens de productions et de procéder à la redistribution des richesses, notamment des terres, sans compensation financière des actuels détenteurs ou propriétaires. L'autre parti dissident, le Congrès du peuple, qui avait émergé lors des élections précédentes de 2009, s'effondre, miné par les dissensions internes et incapable de proposer un programme cohérent de remplacement de celui de l'ANC.
Ce nouveau succès de l'ANC intervient quelques mois après la mort de Nelson Mandela, dans un pays où la pauvreté et les inégalités augmentent, où la corruption est endémique au niveau local, où le chômage dépasse les 50 % chez les jeunes Noirs et où des émeutes éclatent régulièrement. Malgré les critiques et les scandales qui touchent ses dirigeants à commencer par Jacob Zuma, l'ANC démontre qu'il est de loin le premier parti d'Afrique du Sud, notamment parce qu'il est le seul à avoir pu réaliser un complet maillage électoral du pays, disposant de militants jusque dans les bourgades les plus reculées. Cette solide organisation territoriale lui permet d'exercer alors un contrôle social et politique basé sur un clientélisme dans les populations les moins favorisés, transformés en « bétail électoral » selon les termes de Desmond Tutu. S'il a promis de créer des millions d'emplois, l'ANC et son allié du Parti communiste sud-africain (SACP) ont aussi beaucoup invoqué durant la campagne les figures de Nelson Mandela et de Chris Hani, icônes vénérées de la lutte contre l’apartheid. Si la principale formation d'opposition, l'Alliance démocratique, est encore considéré comme un parti de Blancs et peine à se constituer en solution crédible pour la population noire (sauf dans la province du Cap-Occidental qu'elle dirige et où elle accroit son implantation), ce sont les Combattants pour la liberté économique (EFF) de Julius Malema qui réussissent à être le réceptacle de la colère qui sourde chez les électeurs déçus de l'ANC. À la suite de ces élections, Jacob Zuma entame un second et dernier mandat présidentiel.
Lors des élections municipales sud-africaines de 2016, la campagne électorale est marquée par l'assassinat de responsables et de militants de l'ANC, victimes de règlements de compte internes et de la tension radicale croissante au sein du parti présidentiel. À Tshwane, de violents incidents et des émeutes éclatent à Mamelodi, Atteridgeville, Winterveld (en), Soshanguve, Hammanskraal (en), Mabopane et Ga-Rankuwa (en). La cause de ces violences, caractérisées par des incendies de voitures et de bus ainsi que par des pillages de commerces appartenant à des étrangers, serait le choix fait par l'ANC de nommer Thoko Didiza comme sa tête de liste municipale, la désignant ainsi comme son impétrante au poste de maire, évitant ainsi de trancher entre les factions opposant le maire sortant à l'un de ses adjoints. À cela s'ajoutent des haines ethniques, Didiza étant une zoulou vivant à Pretoria mais originaire du KwaZulu-Natal, nommée dans une région où les populations noires sont plutôt pedis, tswanas ou tsongas,. Commencée à Mamelodi, la violence, s'étend jusqu'au centre de Pretoria, devenu un no man's land, et aux quartiers d'Arcadia et de Sunnyside,. Cinq personnes sont tuées au cours des émeutes et 200 personnes, arrêtées par la police,,. Éclaboussé par des allégations de corruption contre le président Jacob Zuma, rongé par le factionnalisme, la corruption et le manque de dirigeants crédibles, l'ANC paie alors également un fort mécontentement de la population à son égard tandis que les sondages lui font craindre de perdre 2 ou 3 métropoles supplémentaires au bénéfice de l'Alliance démocratique (qui dirige déjà la métropole du Cap). L'ANC perd finalement le contrôle de Johannesbourg, la plus grande ville du pays, et de Pretoria, la capitale.
Les années 2010 sont marquées par une place toujours prépondérante de l'ANC sur la scène politique, au point d'amener des observateurs à parler de régime à parti unique. La corruption de cadres et les frasques judiciaires de Jacob Zuma y participent. Alors que la justice est verrouillée, l'ANC fait adopter une loi sur la presse dénoncée comme liberticide par l'opposition et la société civile. Au niveau de leur politique intérieure, le chômage et les violences sont également dénoncés. En 2017, le parti se divise entre les deux candidats à sa présidence, Nkosazana Dlamini-Zuma (ex-femme de Jacob Zuma et ex-présidente de la commission de l'Union africaine) et Cyril Ramaphosa. Les divisions se manifestent également au sein du gouvernement.

### Présidence Ramaphosa (depuis le 18 décembre 2017)
Le 18 décembre 2017, les 5 000 délégués de l'ANC réunis en conférence nationale à Johannesburg, choisissent le vice-président de la République Cyril Ramaphosa, 65 ans, comme nouveau leader pour un mandat de cinq ans. Il recueille 2 440 suffrages, contre 2 261 pour sa rivale, Nkosazana Dlamini-Zuma. Syndicaliste devenu homme d’affaires avant de revenir en politique, Cyril Ramaphosa représente les réformistes du parti.
En 2017, le parti ne serait plus solvable, et aurait accumulé une dette de plus de 13 millions d’euros.

## Résultats électoraux
Une étude, réalisée à la veille des élections générales de 2014, montre que l'électorat de l'ANC est composé de 96 % de Noirs, 2 % de Coloureds et 2 % d'Indiens. Selon cette même étude, 29 % de l'électorat de l'ANC a pour langue maternelle le zoulou, 20 % le xhosa, 12 % le sotho du Nord, 11 % le sotho du Sud, 11 % le tswana, 5 % le tsonga , 4 % l'anglais et 2 % l'afrikaans.

### Élections législatives
| Année | Candidat        | Voix       | %     | Rang | Sièges    | Résultat |
| ----- | --------------- | ---------- | ----- | ---- | --------- | -------- |
| 1994  | Nelson Mandela  | 12 237 655 | 62,65 | 1er  | 252 / 400 | Majorité |
| 1999  | Thabo Mbeki     | 10 601 330 | 66,35 | 1er  | 266 / 400 | Majorité |
| 2004  | Thabo Mbeki     | 10 880 915 | 69,69 | 1er  | 279 / 400 | Majorité |
| 2009  | Jacob Zuma      | 11 650 748 | 65,90 | 1er  | 264 / 400 | Majorité |
| 2014  | Jacob Zuma      | 11 436 921 | 62,15 | 1er  | 249 / 400 | Majorité |
| 2019  | Cyril Ramaphosa | 10 026 475 | 57,50 | 1er  | 230 / 400 | Majorité |
| 2024  | Cyril Ramaphosa | 6 459 683  | 40,18 | 1er  | 159 / 400 | Majorité |

### Élections présidentielles
| Année | Candidat          | %      | Résultat |
| ----- | ----------------- | ------ | -------- |
| 1994  | Nelson Mandela    | 100%   | Élu      |
| 1999  | Thabo Mbeki       | 100%   | Élu      |
| 2004  | Thabo Mbeki       | 100%   | Élu      |
| 2008  | Kgalema Motlanthe | 84,33% | Élu      |
| 2009  | Jacob Zuma        | 85,49% | Élu      |
| 2014  | Jacob Zuma        | 100%   | Élu      |
| 2018  | Cyril Ramaphosa   | 100%   | Élu      |
| 2019  | Cyril Ramaphosa   | 100%   | Élu      |
| 2024  | Cyril Ramaphosa   | 86,54% | Élu      |

### Élections provinciales
| Année | Candidat        | Cap-Oriental | État libre d'Orange | Gauteng | KwaZulu-Natal | Limpopo | Nord-Ouest | Mpumalanga | Cap-du-Nord | Cap-Occidental |
| ----- | --------------- | ------------ | ------------------- | ------- | ------------- | ------- | ---------- | ---------- | ----------- | -------------- |
| 1994  | Nelson Mandela  | 48 / 56      | 24 / 30             | 50 / 86 | 26 / 81       | 38 / 40 | 26 / 30    | 25 / 30    | 15 / 30     | 14 / 42        |
| 1999  | Thabo Mbeki     | 47 / 63      | 25 / 30             | 50 / 73 | 32 / 80       | 44 / 49 | 27 / 33    | 26 / 30    | 20 / 30     | 18 / 42        |
| 2004  | Thabo Mbeki     | 51 / 63      | 25 / 30             | 51 / 73 | 38 / 80       | 45 / 49 | 27 / 33    | 27 / 30    | 21 / 30     | 19 / 42        |
| 2009  | Jacob Zuma      | 44 / 63      | 22 / 30             | 47 / 73 | 51 / 80       | 43 / 49 | 25 / 33    | 27 / 30    | 19 / 30     | 14 / 42        |
| 2014  | Jacob Zuma      | 45 / 63      | 22 / 30             | 40 / 73 | 52 / 80       | 39 / 49 | 23 / 33    | 24 / 30    | 20 / 30     | 14 / 42        |
| 2019  | Cyril Ramaphosa | 44 / 63      | 19 / 30             | 37 / 73 | 44 / 80       | 38 / 49 | 21 / 33    | 22 / 30    | 18 / 30     | 12 / 42        |
| 2024  | Cyril Ramaphosa | 45 / 72      | 16 / 30             | 28 / 80 | 14 / 80       | 48 / 64 | 23 / 38    | 27 / 51    | 15 / 30     | 8 / 42         |

### Élections municipales
| Année     | Voix       | %    | Rang | Sièges       |
| --------- | ---------- | ---- | ---- | ------------ |
| 1995-1996 | 5 033 855  | 58,0 | 1er  | 6032 / 11368 |
| 2000      | Inconnues  | 59,4 | 1er  |              |
| 2006      | 17 466 948 | 66,3 | 1er  |              |
| 2011      | 16 548 826 | 61,9 | 1er  |              |
| 2016      | 16 103 206 | 55,7 | 1er  | 5159 / 8639  |
| 2021      | 14 531 908 | 47,5 | 1er  | 4545 / 8719  |

## Personnalités de l’ANC
- Nelson Mandela
- Thabo Mbeki
- Albert Lutuli
- Walter Sisulu
- Oliver Tambo
- Jacob Zuma
- Salomon Malhangu
- Dulcie September
- Steve Biko
- Winnie Mandela
- Cyril Ramaphosa

### Chefs provinciaux de l'ANC

#### Cap occidental
| Nom | Nom                  | Nom                    | Mandat                 |
| --- | -------------------- | ---------------------- | ---------------------- |
| 1   | Christmas Tinto      |                        | 1990-1991              |
| 2   | Allan Boesak         | Allan Boesak en 1986   | 1991-1994              |
| 3   | Chris Nissen         |                        | 1994-1996              |
| 4   | Dullah Omar (en)     |                        | 1996-1998              |
| 5   | Ebrahim Rasool (en)  | Ebrahim Rasool en 2012 | 1998-2005              |
| 6   | James Ngculu         |                        | 2005-2008              |
| 7   | Mcebisi Skwatsha     |                        | 2008-2011              |
| 8   | Marius Fransman (en) | Marius Fransman        | 2011-2016              |
| 9   | Khaya Magaxa         |                        | 2016-2019              |
| 10  | Vuyiso JJ Tyhalisisu |                        | depuis le 25 juin 2023 |

#### Cap oriental
| Nom | Nom                   | Nom | Mandat              |
| --- | --------------------- | --- | ------------------- |
|     | Phumulo Masualle (en) |     | 2009-2017           |
|     | Oscar Mabuyane        |     | depuis octobre 2017 |

#### Cap du Nord
| Nom | Nom             | Nom | Mandat          |
| --- | --------------- | --- | --------------- |
|     | John Block (en) |     | 2004-2016       |
|     | Zamani Saul     |     | depuis mai 2017 |

#### État-Libre
| Nom | Nom             | Nom | Mandat      |
| --- | --------------- | --- | ----------- |
|     | Pat Matosa      |     | 1994-1997   |
|     | Zingile Dingani |     | 1997-1998   |
|     | Ace Magashule   |     | 1998-2018   |
|     | Sam Mashinini   |     | 2018-2023   |
|     | Mxolisi Dukwana |     | depuis 2023 |

#### Gauteng
| Nom | Nom               | Nom | Mandat      |
| --- | ----------------- | --- | ----------- |
|     | Tokyo Sexwale     |     | 1994-1998   |
|     | Mathole Motshekga |     | 1998-2001   |
|     | Mbhazima Shilowa  |     | 2001-2007   |
|     | Paul Mashatile    |     | 2007-2017   |
|     | David Makhura     |     | 2018-2022   |
|     | Panyaza Lesufi    |     | depuis 2022 |

#### KwaZulu-Natal
| Nom | Nom               | Nom          | Mandat      |
| --- | ----------------- | ------------ | ----------- |
|     | Zweli Mkhize (en) | Zweli Mkhize | 2008-2013   |
|     | Senzo Mchunu      | 2013-2015    |             |
|     | Sihle Zikalala    |              | 2015-2022   |
|     | Siboniso Duma     |              | depuis 2022 |

#### Limpopo
| Nom | Nom                     | Nom | Mandat      |
| --- | ----------------------- | --- | ----------- |
|     | Stanley Mathabatha (en) |     | depuis 2011 |

#### Mpumalanga
| Nom | Nom              | Nom | Mandat      |
| --- | ---------------- | --- | ----------- |
|     | Mathews Phosa    |     | 1994 - 1999 |
|     | Ndaweni Mahlangu |     | 1999-2002   |
|     | Fish Mahlalela   |     | 2002-2005   |
|     | Thabang Makwetla |     | 2005-2008   |
|     | David Mabuza     |     | 2008-2022   |
|     | Mandla Ndlovu    |     | depuis 2022 |

#### Nord-Ouest
| Nom | Nom                   | Nom | Mandat    |
| --- | --------------------- | --- | --------- |
|     | Popo Molefe           |     | 1994-2005 |
|     | Edna Molewa           |     | 2005-2008 |
|     | Nono Maloyi           |     | 2008-2011 |
|     | Supra Mahumapelo (en) |     | 2011-2018 |